# Verschwörungstheorie

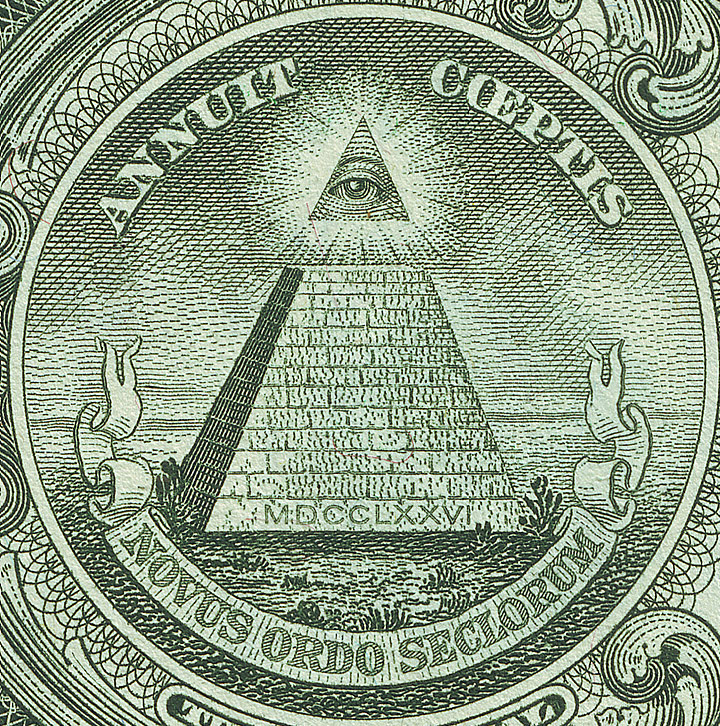
Dieses Bildelement der Ein-Dollar-Note zeigt eine unvollständige Pyramide, über der das Auge der Vorsehung und der lateinische Schriftzug Annuit coeptis prangt. Unterhalb befindet sich der Schriftzug Novus ordo seclorum – für viele Verschwörungstheoretiker ein wichtiges Indiz einer globalen Verschwörung des Illuminatenordens oder der Freimaurer.

Als Verschwörungstheorie wird im weitesten Sinne der Versuch bezeichnet, einen Zustand, ein Ereignis oder eine Entwicklung durch eine Verschwörung zu erklären, also durch das zielgerichtete, konspirative Wirken einer meist kleinen Gruppe von Akteuren zu einem oftmals illegalen oder illegitimen Zweck.
In der Forschungsliteratur werden häufig unterschieden
- Verschwörungshypothesen (auch Zentralsteuerungshypothesen) und
- Verschwörungsideologien und Verschwörungsmythen

Verschwörungshypothesen machen rationale, überprüfbare und dadurch falsifizierbare oder verifizierbare Aussagen über angenommene Verschwörungen. Beispiele hierfür sind Vermutungen über die Watergate- oder die Iran-Contra-Affäre, die vor deren Aufklärung aufgestellt und schließlich bestätigt wurden. Verschwörungsideologien (im Englischen: conspiracism) hingegen immunisieren ihre stereotypen und monokausalen Vorstellungen über Verschwörungen gegen kritische Revision. Ein Beispiel hierfür ist die Annahme, die Mondlandung 1969 hätte nicht wirklich stattgefunden, die Aufnahmen vom Mond wären auf der Erde gemacht worden. Verschwörungsmythen schließlich sind Verschwörungsideologien, deren angebliche Verschwörer zudem keine real existierenden, sondern erfundene Personen sind. Der in der breiten Öffentlichkeit verwendete Begriff Verschwörungstheorie wird zumeist im Sinne von Verschwörungsideologie oder Verschwörungsmythos benutzt und somit kritisch oder abwertend gebraucht.
Verschwörungstheorien kamen nach Vorläufern in Antike und Mittelalter gehäuft in der Zeit der Französischen Revolution auf. Seit dem Jahr 1798 ist die Verschwörungstheorie verbreitet, die politischen Umwälzungen und zahlreiche andere als Übelstand eingeschätzte Phänomene seien das Werk des 1785 verbotenen bayrischen Illuminatenordens. Ähnliche Vorwürfe werden seit der zweiten Hälfte des 19. Jahrhunderts den Juden gemacht. Diese antisemitischen Verschwörungstheorien trugen zum Holocaust bei. Antisemitische und andere Verschwörungstheorien sind seit längerer Zeit in Teilen der islamischen Welt weit verbreitet. Verschwörungstheorien waren ein wichtiger Bestandteil der Herrschaftslegitimation des Stalinismus. Diese Beispiele zeigen, wie Verschwörungstheorien zur Konstruktion von Feindbildern und damit zur Legitimation von Gewalt benutzt werden können. Seit dem Zweiten Weltkrieg werden sie insbesondere in den Vereinigten Staaten gegen die Regierung gerichtet. Beispiele hierfür sind das Attentat auf John F. Kennedy oder Verschwörungstheorien zum 11. September 2001. Das Auftreten des Internets und des Rechtspopulismus haben die Verbreitung von Verschwörungstheorien sehr begünstigt. In diesem Kontext verbreiten sich Fehlinformationen und Verschwörungstheorien in Bezug auf aktuelle naturwissenschaftliche Forschungsergebnisse, etwa zum Klimawandel oder zu Impfungen, schnell und unkontrolliert und können somit auch Politikpräferenzen beeinflussen.
Die Frage nach den Konjunkturen der Verschwörungstheorien, das heißt, wieso es zu verschiedenen Zeiten und in verschiedenen Ländern mal mehr, mal weniger davon gab, wird in der Forschung unterschiedlich beantwortet. So gelten sie etwa als ein Symptom von Krisen, als ein Überbleibsel mythischen, unaufgeklärten Denkens oder im Gegenteil als Begleitphänomen der Aufklärung. Psychologisch lassen sich Verschwörungstheorien als Paranoia deuten, wenngleich die Mehrzahl der Forscher den Anhängern von Verschwörungstheorien keine psychische Störung unterstellt. Häufiger sind Deutungen als Projektionen. Verschwörungstheorien dienen dem überlasteten Menschen in überfordernden Situationen zur Komplexitätsreduktion und zur Aufrechterhaltung des Glaubens an die Durchschaubarkeit der Realität und die Selbstwirksamkeit des Subjekts. Die Neigung, an Verschwörungstheorien zu glauben, scheint nach mehreren Untersuchungen ein Persönlichkeitsmerkmal zu sein: Für Menschen, die an eine Verschwörungstheorie glauben, besteht eine signifikant höhere Wahrscheinlichkeit, auch an weitere zu glauben.
Aus wissenssoziologischer Perspektive werden Verschwörungstheorien als Form heterodoxen Wissens dargestellt; das heißt, sie werden vom gesellschaftlichen Mainstream als nicht-orthodox bzw. regelrecht falsch zurückgewiesen. Das Wort Verschwörungstheorie wird zum Teil sachlich-analytisch verwendet, oft aber abwertend oder als Kampfbegriff. In der postmodernen Literatur und in Unterhaltungsromanen sind Verschwörungstheorien ein beliebtes Sujet.

## Merkmale und Haupttypen

### Wortbestandteile
Dem Wortsinn nach ist eine Verschwörungstheorie eine Theorie über eine Verschwörung. Dieses Verständnis ist aber in mehrfacher Hinsicht problematisch: Zum einen sind Verschwörungstheorien nach dem gängigen Begriffsverständnis keine Theorien im wissenschaftstheoretischen Sinn des Wortes, also keine „Systeme begründeter Aussagen, die die Erklärung komplexer Phänomene zum Ziel haben und auf der Grundlage methodischer, d. h. zielgerichteter und planmäßiger Verfahren zustande kommen“. Weil sie weder auf einer ergebnisoffenen Fragestellung noch auf einer daraus abgeleiteten nachvollziehbaren Methodik basieren, bezeichnen die Historikerin Katrin Götz-Votteler und die Kunsthistorikerin Simone Hespers sie als „Resultat einer subjektiven Interpretation selektiver Wahrnehmungen“. Die Bezeichnung Verschwörungstheorie sei daher irreführend. Besser sollten sie als Verschwörungsideologien oder Verschwörungsmythen bezeichnet werden.
Laut dem amerikanischen Philosophen Brian L. Keeley handelt es sich bei so verstandenen Verschwörungstheorien aber durchaus um die Erklärungen von Ursachen von Phänomenen der Vergangenheit, weshalb die Bezeichnung Theorie in einem weiteren Sinn zutreffend sei. Der deutsche Philosoph Christian List und die britische Politikwissenschaftlerin Laura Valentini definieren Theorie als eine Menge von Aussagen, die geeignet sind, die Implikationen eines ihnen zugrundeliegenden Prinzips zu repräsentieren. Insofern sei auch eine extrem unplausible Verschwörungstheorie eine Theorie.
Der norwegische Religionswissenschaftler Asbjørn Dyrendal macht darauf aufmerksam, dass Verschwörungs-„theorie“ im alltäglichen Sprachgebrauch für eine Ansammlung locker aufeinander bezogener Vorstellungen oder Erzählungen über Agenten gebraucht wird, die in böses Tun verwickelt sind und von oft nebulösen, aber intrinsischen Motiven geleitet werden.
Auch Michael Butter weist die – nur in Deutschland geführte – Kritik an der Bezeichnung Verschwörungstheorie zurück, da Verschwörungstheorien mit Alltags- oder wissenschaftlichen Theorien auf einer formalen Ebene viel gemeinsam hätten. Die Bezeichnung Verschwörungstheorie sei als Oberbegriff im Gegensatz zu den vorgeschlagenen Alternativen „Verschwörungsmythos“ und „Verschwörungsideologie“ in allen Kontexten inhaltlich korrekt. Die meisten Autoren verwenden die Bezeichnung Verschwörungstheorie weiterhin, sie gilt als in der Forschung etabliert.
Auch der erste Bestandteil des Begriffs ist problematisch: Eine Verschwörung wird nämlich definiert als das geheime Zusammenwirken einer zumeist kleinen Gruppe zum Schaden anderer. Der Begriff ist also negativ konnotiert: Von „Verschwörungen zum Guten“ liest man nur selten. Seine englische Entsprechung conspiracy bezeichnet den Straftatbestand der kriminellen Vereinigung bzw. Beteiligung an einer Straftat. Verschwörungstheorien gehen oft mit einer dualistischen Weltsicht einher, sie laden dazu ein, die Welt in Gut und Böse, in „wir“ und „sie“ einzuteilen. Auch wenn sie vorgeben, rein deskriptiv vorzugehen, liefern sie keine positiven Aussagen, sondern agieren vor allem auf dem Feld normativer Aussagen.

### Definitionen
Das Wort conspiracy theory lässt sich seit den 1860er Jahren nachweisen. Es trat zunächst nur im Singular auf, um eine Aussage über ein gemeinschaftlich geplantes Verbrechen zu beschreiben. Seit dem Mordanschlag auf den amerikanischen Präsidenten James A. Garfield findet es sich häufiger in der Presse. Heute (Stand 2022) bezieht sich das Wort dagegen auf Aussagen über groß angelegte, nachhaltige Einflussnahmen auf ganze Staaten und Gesellschaften bis hin zur Weltverschwörung. In diesem Sinne werden Verschwörungstheorien unterschiedlich definiert.
Der österreichisch-britische Philosoph Karl Popper trug wesentlich zur Popularität und negativen Konnotation des Begriffs Verschwörungstheorie bei. In seinem Werk Die offene Gesellschaft und ihre Feinde spricht er 1945 von einer „Verschwörungstheorie der Gesellschaft“. Damit meint er Versuche, soziale Phänomene und historische Ereignisse durch den Nachweis zu erklären, „daß gewisse Menschen oder Gruppen an dem Eintreten dieses [Ereignisses] interessiert waren und daß sie konspiriert haben, um es herbeizuführen. (Ihre Interessen sind manchmal verborgen und müssen erst enthüllt werden).“
Für die systematischen und formal oft in weitgehender Übereinstimmung mit Kriterien der Wissenschaftlichkeit dargestellten Theorien meist der politischen Rechten der USA, die hinter politischen oder gesellschaftlichen Entwicklungen von 1820 bis zu den 1960er Jahren Gruppen von Verschwörern vermuteten, schlug der Historiker Richard Hofstadter 1964 die Bezeichnungen conspiratorial fantasy („Verschwörungsfantasie“) vor und charakterisierte sie durch einen „paranoiden Stil“ der Welterklärung. Dieser Stil sei gekennzeichnet durch eine apokalyptische Vorstellungswelt, ein manichäisches Freund-Feind-Denken, das nur das absolut Gute und das absolut Böse sehe, das ohne Kompromisse vernichtet werden müsse. Dass dies nicht gelinge, werde als weiteres Indiz für die Gefährlichkeit der imaginierten Verschwörer gedeutet.
Das Wörterbuch der Soziologie definiert 1972 „Verschwörer-“ bzw. „Konspirationstheorien“ als Argumentationen, mit denen politische Autoritäten im Sinne einer Sündenbocksuche von eigenen Misserfolgen ablenken und ihre Herrschaft stabilisieren würden. Dadurch würden ihre geschichtsphilosophischen Voraussagen und politischen Rezepte gegen Kritik immunisiert: Die Schuld an negativen Entwicklungen und dem Nichteintreffen eigener Prognosen werde nicht bei den Herrschenden, ihren Fehlern und dem utopischen Charakter ihrer Ideologie gesehen, sondern stets bei dem verderblichen Wirken der angeblichen Verschwörer, zu denen jeweils Gruppen stilisiert würden, gegen die in der Gesellschaft bereits Vorurteile vorhanden seien.
Der deutsche Historiker Dieter Groh definiert 1987 eine Verschwörungstheorie als einen Versuch, zu erklären, wieso guten Menschen Böses zustößt: Zu diesem Zweck werde ein handlungsbestimmtes Geschichtsbild konstruiert, in dem Geschichte als etwas Planbares gedacht werde. Die Verschwörer, die das Böse verursachten, würden als miteinander solidarische und identifizierbare Herren des Geschichtsverlaufs imaginiert, denen eine Gegensolidarität ihrer vermeintlichen Opfer gegenübergestellt werden müsse. Diese Vorstellung sei widersprüchlich, da die Verschwörer als nahezu gottgleich mächtig und gleichzeitig als schwach und besiegbar dargestellt würden.
Der französische Sozialpsychologe Serge Moscovici führte 1987 den Begriff Verschwörungsmentalität ein, um einen bestimmten Denkstil zu kennzeichnen, der dazu neigt, überall Verschwörungen zu vermuten. Dabei lehnte er sich implizit an die Begriffsbildungen der Autoritarismus-Studien des Instituts für Sozialforschung aus den 1940er Jahren an.
Der britische Historiker Geoffrey T. Cubitt benutzt 1989 den Begriff Verschwörungstheorien für Konkretionen von allgemeineren „Verschwörungsmythen“: Letztere definiert er als für wahr gehaltene Erzählungen, die ein bestimmtes Grundverständnis über das Wesen der Dinge und des Geschichtsablaufs transportierten, in diesem Fall, dass verhängnisvolle Wirkungen in der Vergangenheit auf eine bestimmte Verschwörung zurückzuführen seien. Die Verschwörungstheorie wende dieses Grundverständnis auf einzelne aktuelle Ereignisse oder Entwicklungen an. Verschwörungstheorien und Verschwörungsmythen seien gekennzeichnet durch drei spezifische Aspekte: Sie seien intentionalistisch, weil sie die Absichten der Akteure als wirkungsmächtige Ursachen ansähen, sie seien dualistisch, weil sie die Welt restlos aufteilten in die angeblich einheitlich agierenden bösen Verschwörer und die angeblich ebenso einheitliche nicht-verschwörerische Mehrheit, und sie seien okkultistisch, weil sie scharf unterschieden zwischen dem Anschein der Welt und ihrer angeblich verborgenen „wahren Natur“, die es aufzudecken gelte; diese Überzeugung äußere sich in den von Verschwörungstheoretikern oft benutzten Metaphern des Drahtziehers und des Untergrabens.
Der amerikanische Politikwissenschaftler Daniel Pipes definiert Verschwörungstheorie 1998 als „real nicht existente, aus Angst befürchtete Verschwörung“. Er unterscheidet lokale und Weltverschwörungstheorien, das heißt, imaginierte Verschwörungen mit begrenzten und mit unbegrenzten Zielen. Letztere könne sich bis zu einer Lebensanschauung auswachsen; dann sei von „Verschwörungsdenken, Paranoia-Haltung, Mentalität der heimlichen Hand“ oder „Konspirationismus“ zu sprechen. Weltverschwörungstheorien unterscheidet er nach ihren jeweiligen Feindbildern in zwei Grundtypen: Gegen Geheimbünde (Freimaurer, Illuminaten usw.) und gegen Juden gerichtete Verschwörungstheorien.
Der deutsche Politikwissenschaftler Armin Pfahl-Traughber schlägt in einem Aufsatz von 2002 vor, auf das missverständliche Wort Verschwörungstheorie zu verzichten, sondern besser zwischen Verschwörungshypothese, Verschwörungsideologie und Verschwörungsmythos zu unterscheiden. Eine Verschwörungshypothese definiert er als Aussage über die Wirkung einer Verschwörung, die aber offen für Korrekturen und Falsifizierungen durch empirische Gegenbelege formuliert sei. Eine Verschwörungsideologie sei dagegen nicht falsifizierbar, sie setze die Verschwörung, die sie nachweisen wolle, als sicher voraus, sei stereotyp und monokausal. Den Begriff Verschwörungsmythos schließlich definiert er, anders als Cubitt, als eine Übersteigerung und Verdichtung einer Verschwörungsideologie, die auch ohne real existierende Verschwörer auskomme und gleichfalls nicht korrekturfähig sei: Gegenargumente und empirische Belege würden nicht zur Kenntnis genommen oder als Beleg für die Existenz einer Verschwörung umgedeutet, wodurch sich der Verschwörungsmythos gegen jede Widerlegung immunisiere.
Der amerikanische Philosoph Brian L. Keeley beschreibt 1999 den Begriff Verschwörungstheorie als Erklärungsvorschlag für ein oder mehrere historische Ereignisse, geprägt durch das Handeln einer relativ kleinen Gruppe, die im Geheimen agiert. Ganz ähnlich ist die Definition des amerikanischen Philosophen Pete Mandik von 2007, der nur den absichtsvollen Charakter der Handlungen der Verschwörer betont. Auch der australische Philosoph Steve Clarke zitiert Keeleys Definition zustimmend und zeigt am Beispiel der verbreiteten Verschwörungstheorie, nach der Elvis Presley seinen Tod 1977 nur vorgetäuscht hätte, dass das Handeln der angenommenen Verschwörer nicht immer verwerflich sein müsse. Der australische Philosoph David Coady dagegen bezeichnet 2003 die von Keeley definierten Erklärungsvorschläge als bloße „Verschwörungserklärungen“; eine Verschwörungstheorie definiert er als Verschwörungserklärung, die in Opposition zu einer offiziellen Version des zu erklärenden Ereignisses stehe. Unter Bezugnahme auf Keeley und Coady definiert der deutsche Philosoph Karl Hepfer Verschwörungstheorie 2015 als „Versuch, (wichtige) Ereignisse“ als Folge von Verschwörungen zu erklären, das heißt von geheimen Absprachen und Aktionen zum eigenen Vorteil und zum Nachteil der Allgemeinheit – von einer „Verschwörung zum Guten“ spreche man eher selten.
Der amerikanische Politikwissenschaftler Michael Barkun spricht von „conspiracy beliefs“ („Verschwörungsüberzeugungen“) bzw. einer „conspiracist worldview“ („konspirationistischen Weltsicht“), die durch die Annahme gekennzeichnet sei, eine Organisation agiere böswillig und im Verborgenen. Typisch für dieses Denken sei:
1. der Ausschluss von Zufällen – alles Geschehen werde auf die absichtsvollen Handlungen der Verschwörer zurückgeführt,
2. der Zweifel an allem Offensichtlichen – nichts sei, wie es scheine, es gelte immer, eine geheime Wahrheit zu entdecken und
3. die Annahme, alles sei miteinander verbunden – nur die Aufdeckung „geheimer Muster“ liefere eine Erklärung für die Geschehnisse.

Diese Weltsicht könne sich in Annahmen unterschiedlicher Reichweite zeigen:
- in verschwörungstheoretischen Erklärungen für Einzelereignisse wie das Attentat auf John F. Kennedy 1963 oder den Absturz von Trans-World-Airlines-Flug 800 1996,
- in systemischen Verschwörungstheorien, in denen der Verschwörergruppe breitere Ziele bis hin zur Weltherrschaft unterstellt würden (zum Beispiel antisemitische, antikatholische oder antimasonische Verschwörungstheorien),
- im Glauben an „Superverschwörungen“, wenn mehrere Verschwörungstheorien in weltumspannender Weise miteinander verknüpft werden, wie etwa in den komplexen ufologischen Narrativen David Ickes oder Milton William Coopers.[29]

Der deutsche Soziologe Andreas Anton definiert Verschwörungstheorien wissenssoziologisch als „Spezial- oder Sonderwissen“, das Ereignisse, kollektive Erfahrungen oder gesellschaftliche Entwicklungen als Folgen von Verschwörungen interpretiere. Gleichzeitig grenzt er sie von anderen Wissensformen wie Ideologien, Mythen, Alltagstheorien oder bloßen Meinungen ab.
Der Soziologe und Politologe Samuel Salzborn vertritt die Ansicht, diese Verschwörungsmythen würden nicht geglaubt, weil sie rational und kognitiv überzeugend seien, sondern „weil sie ein Weltbild festigen, das gerade nicht den Prinzipien der Aufklärung folgt“, und „lediglich dazu dienen, Pseudo-Belege für Vorstellungen zu liefern, die im Widerspruch zu allen rationalen Erkenntnissen stehen“. Daher sei es auch „nicht möglich, einem Anhänger einer Verschwörungsphantasie diese individuell zu widerlegen“. Überhaupt hält Salzborn diese Verschwörungsvorstellungen nicht für „Theorien“, „weil sie Wirklichkeit nicht erklären und verstehen wollen, sondern lediglich an ihre psychische Devianz anpassen möchten.“ Das „Ziel der affektiven Mobilisierungsstrategien“ sei, den „Verstand zu suspendieren“. Auf dem kommerziellen „Markt des Wahnsinns“ werde alles feilgeboten, „was nur die Bedingung erfüllt, keiner Realitätsprüfung standzuhalten“. Es seien „Phantasien von einer regredierten Welt, der Traum von einem harmonischen und widerspruchsfreien (völkischen) Selbst, in dem alles nur einer Logik gehorcht, nämlich der eigenen – keine Widersprüche, keine Ambivalenzen, nur (gemeinschaftliche) Identität“. Überdies stellt Salzborn am Beispiel des Glaubens an die Existenz einer jüdischen Verschwörung zur Erlangung der Weltherrschaft bzw. der mörderischen Konsequenzen dieses Wahns im nationalsozialistischen Deutschland fest, „dass das, was den Anderen im Verschwörungsmythos vorgeworfen und vorgehalten wird, eigentlich das Eigene ist – die verdrängten und verleugneten Anteile des Selbst, die eigenen Wünsche, die zugleich als so monströs erfasst […] werden, dass sie, zunächst, nur in ihrer projektiven Form formuliert werden.“ Der Verschwörungsglaube als „scheinbare Angst vor Verfolgung und Unterdrückung“ sei letztendlich „Ausdruck wie zugleich Drohung derer, die nichts anderes wollen, als zu verfolgen und zu unterdrücken.“
Katrin Götz-Votteler und Simone Hespers sehen als Gemeinsamkeit aller Verschwörungstheorien an, dass sie die Erklärungen, die von offiziellen Stellen ausgegeben wurden und mehrheitlich akzeptiert sind, ablehnen „mit der Unterstellung, hier würde in verschwörerischer Absicht gehandelt“. Insofern erhöben Verschwörungstheorien gegen Personen, denen dabei unterstellt wird, mächtig genug dazu zu sein, den Vorwurf, flächendeckend und systematisch Fake News zu verbreiten. Sie unterscheiden drei Gruppen solcher Verschwörungstheorien:
1. die Leugnung von Ereignissen oder Sachverhalten, die allgemein als erwiesen gelten; beispielsweise der Mondlandungen, der menschengemachten globalen Erwärmung oder der Existenz der Bundesrepublik Deutschland als legitimer und souveräner Staat (letzteres durch die Reichsbürgerbewegung),
2. das Bezweifeln allgemein geltender Erklärungen von Ereignissen, oft mit einer Gegenerklärung, etwa zum Attentat auf John F. Kennedy oder zu den Anschlägen vom 11. September 2001,
3. Erklärungen größerer oder globaler Reichweite, etwa über angebliche Reptiloide, vermeintliche Chemtrails oder die Behauptung, die Erde sei eine Scheibe.[32]

Der britische Historiker Richard J. Evans beschreibt als ein Merkmal moderner Verschwörungstheorien deren Wissenschaftsförmigkeit: Detailreichtum und Belegdichte seien oft höher als in Darstellungen der „offiziellen“ Version, die regelmäßig abgewertet würden: Kleinste Unstimmigkeiten in der wissenschaftlichen Fachliteratur oder Diskrepanzen in Zeitangaben würden als Beweis für Täuschungsabsicht skandalisiert, reale Belege würden ignoriert, oder es würden denjenigen, die sie gefunden und veröffentlicht hätten, unlautere Absichten unterstellt; Zeugen würden als Teilnehmer der vermuteten Verschwörung oder als deren Erpressungsopfer unglaubwürdig gemacht, fehlende Quellen würden oft gefälscht. Typisch sei auch die Behauptung, Zeugen, die die Verschwörung hätten offenbaren können, seien von den Verschwörern ermordet worden. Evans sieht die Verbreitung von Verschwörungstheorien als Teil des säkularen Trends zu Fake News und „alternativen Fakten“: Zu den beunruhigendsten Aspekten einiger Verschwörungstheorien rechnet er, dass es für ihre Verbreiter keine Rolle zu spielen scheine, ob sie wahr oder falsch seien. Dies unterminiere die fundamentale Bedeutung von Wahrheit.
Die Sozialpsychologen Florian Hessel, Pradeep Chakkarath und Mischa Luy schlagen folgende begriffliche Differenzierungen vor:
- Ein Verschwörungskonstrukt sei jedwedes zusammenhängende Deutungsangebot auf der Basis der Annahme einer Verschwörung;
- als Verschwörungsmythos bzw. Verschwörungsideologie sollten Verschwörungskonstrukte mit einem starken politischen Weltanschauungscharakter bezeichnet werden, die in Geschichte und Kultur des jeweiligen Diskursraums tradiert sind und die aus mehreren inhaltlichen Elementen bestehen;
- Verschwörungsidee und Verschwörungsvorstellung dagegen würden auf Individuen und einzelne Elemente von Verschwörungskonstrukten angewendet werden;
- im Begriff Verschwörungsdenken schließlich kämen „Aspekte von (kognitiver) Deutung und Wahrnehmung, von (praktischer) Aneignung sowie deren gesellschaftlich-kultureller Dimension(-en) zusammen“.[34]

Einen Konsens über eine trennscharfe Definition, was Verschwörungstheorie eigentlich ist, gibt es bislang nicht. Abzugrenzen sind Verschwörungstheorien von (aktueller) Desinformation, also von vorsätzlich verbreiteten Falschmeldungen, die bevorzugt überraschende Themen mit (potenziell) großer Auswirkung auf die Gesellschaft zum Inhalt haben. So glauben Verschwörungstheoretiker an ihre Elaborate, was bei den Verbreitern von Fake News oft nicht der Fall ist. Manche Fake News enthalten Verschwörungstheorien, doch gibt es auch viele, die dies nicht tun. Die Begriffe sind daher nicht gleichzusetzen.
Im Folgenden werden zunächst die wissenschaftstheoretisch als unzulänglich bezeichneten Verschwörungsideologien und Verschwörungsmythen dargestellt, dann diskussionswürdige Aussagen und die Schwierigkeiten, zwischen beiden zu unterscheiden.

### Verschwörungsideologien und Verschwörungsmythen
In der wissenschaftlichen Literatur werden verschiedene Gründe dafür angeführt, Verschwörungstheorien (hier verstanden als Verschwörungsideologien und -mythen) von vornherein als ungeeignete Erklärungsversuche zurückzuweisen. Popper etwa verweist darauf, dass Ereignisse gemeinhin nicht allein das Ergebnis von Absichten seien; zu ihrer Erklärung müsste unter anderem auch noch ein ganzes Geflecht anderer Faktoren herangezogen werden, etwa Traditionen, Institutionen, sonstige Rahmenbedingungen, etwaige Gegenabsichten sowie unerwünschte und von den Akteuren nicht intendierte Nebenfolgen ihrer Handlungen. Insofern sei eine Verschwörungstheorie, die ein Ereignis allein aus den Absichten der Akteure erkläre, inadäquat. Dem wird widersprochen von Karl Hepfer, der argumentiert, dass Verschwörer keineswegs alle, sondern nur die für ihr Ziel relevanten Folgen ihrer Handlungen vorausgeplant haben müssen.
In den Gesellschaftswissenschaften ist es verbreitet, Poppers Forderung nach Falsifizierbarkeit zur Unterscheidung zwischen rationalen Erklärungen und irrationalen Verschwörungsideologien zu nutzen: Deren Vertreter weigerten sich – anders als Wissenschaftler, die Modelle vertreten –, ihre Hypothesen zu explizieren und überprüfbare Bedingungen zu nennen, bei deren Nachweis sie sie für widerlegt betrachten. Gegenargumente und widersprechende Belege werden von ihnen im Gegenteil als gerissene Manipulation der Verschwörer und damit als Bestätigung der Verschwörungstheorie gewertet, die somit gegen jede Widerlegung immunisiert sei. Armin Pfahl-Traughber und Helmut Reinalter sehen als Grundlage solcher Verschwörungsideologien und -mythen ein dezidiertes und vereinfachendes Welt- und Geschichtsbild an, das auf der Grundannahme basiert, Strukturen der sozialen Wirklichkeit könnten durch Handlungen von Personen direkt steuernd beeinflusst werden; diese Handlungen werden monokausal als alleinige Ursache des zu erklärenden Unglücks angesehen. Trotz ihres scheinbar erklärenden Charakters seien sie aber kein unparteiisches Erklärungsinstrument, sondern ein der Feindbestimmung dienendes ideologisch-politisches Werkzeug. Stereotyp würden immer dieselben Minderheiten als persönliche Verursacher alles Bösen herangezogen und dämonisiert. Der Berliner Historiker Wolfgang Wippermann sieht den Glauben an den Teufel als das personifizierte Böse als ideengeschichtliche Wurzel aller Verschwörungsideologien an.
Nach dem deutschen Politikwissenschaftler Tobias Jaecker sind Verschwörungsideologien zwar durch eine scheinbar große Logik und Kohärenz gekennzeichnet, die aber in Wahrheit nicht existiere: So würden willkürlich Zusammenhänge zwischen Tatsachen herbeikonstruiert, Zufälle würden bestritten, komplexe Zusammenhänge würden stark vereinfacht, Belege würden mitunter gefälscht oder man beziehe sich auf nicht genannte Experten und Insider; als unhinterfragte Arbeitsprämisse werde angenommen, dass derjenige, der von einem Ereignis profitiere, es auch verursacht haben müsse, weshalb Verschwörungstheoretiker häufig „Cui bono?“ fragten; Verschwörungstheorien würden einerseits stets einen Anknüpfungspunkt in der historischen Realität benötigen, um plausibel zu erscheinen, andererseits müsse die von ihnen angebotene Deutung zu den vorherrschenden Deutungsmustern einer Gruppe, Partei, Nation, Religion oder Kultur passen; insofern unterscheide sich die Verschwörungstheorie nicht grundsätzlich von den Mehrheitsmeinungen ihrer sozialen Umgebung, sondern nur graduell. Mit ihrer stereotypen Beschuldigung immer derselben Gruppen trügen Verschwörungstheorien zur Konstruktion von Feindbildern bei.
Laut Brian L. Keeley sind „unwarranted conspiracy theories“ – also Verschwörungstheorien, die nicht den Anspruch erheben können, glaubhaft zu sein und ernsthaft diskutiert zu werden – durch eine Konzentration auf „errant data“ gekennzeichnet, also auf Angaben, die der offiziellen Erklärung des Geschehens entweder widersprächen oder in ihr nicht vorkämen: Unglaubwürdige Verschwörungstheorien lieferten immer eine einzige, schlüssige Erklärung für sämtliche Informationen zu dem zu erklärenden Fall. Für diese hohe Vereinheitlichungsleistung würden sie aber einen hohen Preis bezahlen, da Verschwörungstheorien eine Tendenz zur Ausweitung besäßen: Wenn man zum Beispiel annehme, dass hinter dem Bombenanschlag auf das Murrah Federal Building in Oklahoma City eine Regierungsbehörde stecke, nämlich das Bureau of Alcohol, Tobacco, Firearms and Explosives, müsse man nicht nur von sehr vielen Mitwissern ausgehen, sondern auch von Vertuschungsaktionen und Desinformationskampagnen, die ihrerseits noch mehr Mitwisser produzieren würden und wiederum vertuscht werden müssten. Diese immense Zahl an Mitverschwörern, deren Annahme die Verschwörungstheorie nötig mache, sei implausibel – einer redet immer – und führe zu einer radikalen, nachgerade nihilistischen Skepsis gegenüber allem gesellschaftlich vermittelten Wissen: Dann würden die Regierung, die Wissenschaft, alle Medien als Teil der Verschwörung oder als von ihr betrogen angesehen werden, eine Grundannahme, die ihrerseits nicht plausibel sei. In den Sozialwissenschaften gebe es dagegen immer „errant data“, da hier keine Erklärung alle Nebenaspekte des Geschehens irrtumslos und vollständig abdecken würde.
Steve Clarke beschreibt Verschwörungstheorien, die keinen Anspruch auf Diskussion erheben könnten, als „degenerierende Forschungsprogramme“ im Sinne des ungarischen Wissenschaftstheoretikers Imre Lakatos: Anders als „progressive Forschungsprogramme“ würden sie keine erfolgreichen Vorhersagen oder Erklärungen leisten, sondern bei Auftauchen neuer Fakten nur ihre Prämissen und Hilfshypothesen ad hoc verändern, um die ursprüngliche Theorie gegen jede Entkräftung zu schützen. Außerdem weist er auf den fundamentalen Attributionsfehler hin, der viele indiskutable Verschwörungstheorien auszeichne: Damit ist die sozialpsychologisch belegte Neigung gemeint, Ereignisse eher auf dispositionelle Faktoren wie die Absichten, Einstellungen und moralischen Qualitäten der Akteure zurückzuführen als auf situative Faktoren, das heißt auf momentane Umstände, Rahmenbedingungen und das Handeln Dritter. Die Beharrlichkeit, mit der amerikanische Behörden sich weigern, den Absturz eines UFOs 1947 in Roswell, New Mexico, zu diskutieren, würde daher auf ihre angebliche Neigung zu verschwörerischem, paternalistischem Verhalten zurückgeführt statt auf den situativen Faktor, dass da gar kein UFO abgestürzt ist. Dieser verbreitete Attributionsfehler sei der Grund, weshalb viele Verschwörungstheoretiker so lange an ihren Konstrukten festhielten.
Der amerikanische Philosoph Pete Mandik erklärt sämtliche Verschwörungstheorien ipso facto für indiskutabel: Als erst im Anschluss abgegebene intentionale Erklärungen von Ereignissen könnten sie keinen Anspruch auf Wissenschaftlichkeit erheben, da die Verursachung historischer Ereignisse prinzipiell nicht beobachtbar sei. Die zahlreichen Faktoren, die dem Ereignis zeitlich vorausgehen, lassen sich ja nicht im Experiment einzeln ausschalten, um zu prüfen, ohne welche von ihnen das zu erklärende Ereignis ausbleiben würde. Insofern seien Verschwörungstheorien wie alle anderen Kausalattribuierungen sozialer Ereignisse Ergebnisse des Fehlschlusses post hoc ergo propter hoc. Dieses Problem werde noch verstärkt dadurch, dass Verschwörungstheorien den einzigen verursachenden Faktor, der sich belegen ließe, methodisch ausschlössen, nämlich die erklärten Absichten der Akteure: Diese gälten den Verschwörungstheoretikern prinzipiell als gelogen, da eine Verschwörung ja definiert sei als geheime Zusammenarbeit einer kleinen Gruppe: Würden die Verschwörer die Wahrheit sagen über ihre Absichten, wäre es keine Verschwörung mehr.

### Aussagen über reale Verschwörungen und Unterscheidungsprobleme
Tatsächlich gibt es Verschwörungen und sie sind in der Geschichte oft durchaus wirkungsmächtig. Als Beispiele werden etwa genannt die Attentate auf Julius Caesar 44 v. Chr., Zar Alexander II. 1881 oder Erzherzog Franz Ferdinand 1914, kommunistische Versuche in den 1920er Jahren, eine Weltrevolution herbeizuführen, die Watergate- und die Iran-Contra-Affäre oder die weltweiten Machenschaften der CIA und anderer amerikanischer Geheimdienste. Der amerikanische Politikwissenschaftler Jeffrey M. Bale nennt als Beispiel die italienische Freimaurerloge Propaganda Due, die in den 1970er Jahren Terroranschläge unter „falscher Flagge“ inszeniert haben soll, und den Afrikaner Broederbond, einen südafrikanischen Geheimbund, der für Errichtung und Aufrechterhaltung des Apartheidsregimes von Bedeutung war. Notwendige Forschung über diese und andere reale Verschwörungen sei unterblieben, weil sich Wissenschaftler mit Blick auf die weit verbreitete Ablehnung von Verschwörungstheorien nicht mit ihnen hätten beschäftigen mögen, um nicht als unseriös zu gelten. Aussagen über reale Verschwörungen dürfen nicht ohne weiteres als Verschwörungsideologien bzw. Verschwörungsmythen abgetan werden. Sie werden als Verschwörungshypothesen (Pfahl-Traughber), Zentralsteuerungshypothesen (Reinalter), warranted conspiracy theories (Keeley) oder Verschwörungserklärungen (Coady) bezeichnet und können Anspruch auf ernsthafte Prüfung erwarten.
Die Unterscheidung, ob eine Aussage eine Verschwörungsideologie oder eine Zentralsteuerungshypothese ist, ist aber oft schwierig. Als Kriterien schlagen Armin Pfahl-Traughber und Helmut Reinalter den Abschottungsgrad gegenüber anderen Erklärungen und ihre Funktion im machtpolitischen Diskurs vor: Verschwörungstheorien, die einen politischen Zweck verfolgen, die der Herrschaftssicherung oder der Aufforderung zu Gewalt dienen, seien Ideologien. Immunisiere sich eine Verschwörungstheorie und lasse keine Möglichkeit offen, sie durch empirische Gegenbeweise zu widerlegen, sei sie ebenfalls als Verschwörungsideologie anzusehen. Die Unterscheidung sei jedoch nur in einem subjektiven Entscheidungsprozess möglich, in dem zwischen Wahrheit und Unwahrheit unterschieden werden müsse.
Keeley bestreitet, dass mangelnde Falsifizierbarkeit das Kriterium für eine „unwarranted conspiracy theory“ ist, die keine Diskussion verdiene: In Fällen, wo ein machtvoller Akteur sich bemühe, alle Indizien für seine Verwicklung zu verbergen, könne Falsifizierbarkeit nicht verlangt werden; dies sei aber bei realen Verschwörungen gegeben, wie die Watergate- und die Iran-Contra-Affäre zeigen, wo Richard Nixon bzw. Oliver North keine Mühen scheuten, die Ermittlungen zu behindern. „Warranted“ und „unwarranted conspiracy theories“ unterschieden sich im Grad an nachgerade nihilistischer Skepsis gegenüber allen gesellschaftlichen Institutionen. Weil dieser Unterschied nur ein gradueller sei, gebe es kein zuverlässiges Kriterium, um eine Verschwörungstheorie von vornherein als nicht diskussionswürdig abzutun. Um eine Plausibilitätsprüfung im Einzelfall komme man nicht herum.
Dem widerspricht Steve Clarke: Man könne „warranted“ und „unwarranted conspiracy theories“ sehr wohl klar voneinander unterscheiden, und zwar durch die Vermeidung oder Nicht-Vermeidung des fundamentalen Attributionsfehlers. Demnach sei gegenüber Erklärungen, die lediglich aus der Disposition der Akteure argumentierten, von vornherein Zweifel angebracht.
Karl Hepfer bestreitet, dass man Aussagen über imaginierte von solchen über echte Verschwörungen von vornherein unterscheiden könne. Es gebe allerdings Indizien für „fiktionale Verschwörungstheorien“:
1. nennt er hier eine „asymmetrische Beweisführung“, in dem Sinne, dass Verschwörungstheoretiker Indizien, die für ihre Ansicht sprechen, breit herausstreichen, deren Fehlen aber nicht zum Anlass nehmen, an ihr zu zweifeln. Im Gegenteil, dieses Fehlen werde mitunter als Bestätigung des Verdachts gewertet, denn nur sehr mächtige Verschwörer könnten die Beweise unterdrücken oder verschwinden lassen. Verschwörungstheoretiker nähmen also nicht erst an, ihre Aussagen seien wahr, wenn Indizien für ihr Übereinstimmen mit der Wirklichkeit vorliegen, sondern auch schon, wenn die Aussagen ohne Widerspruch zu den anderen Aussagen ihrer Theorie passen: Philosophisch ausgedrückt, folgen sie nicht einer Korrespondenztheorie der Wahrheit, sondern einer Kohärenztheorie. Diese und ihr selektiver Erfahrungsbezug mache eine Verschwörungstheorie zu einem Dogma, an dem jeder Zweifel von vornherein ausgeschlossen sei.[53]
2. übererfüllen Verschwörungstheorien seiner Meinung nach die Ansprüche, die gemeinhin an die Wissenschaftlichkeit von Theorien gerichtet werden: Die Zahl der Belege sei oft deutlich größer als die in anerkannten wissenschaftlichen Arbeiten. Aufgrund ihrer Unterkomplexität seien diese Theorien im Sinne von Ockhams Rasiermesser oft überaus sparsam; das heißt, sie könnten mit ganz wenigen Annahmen ausgesprochen viele Erscheinungen erklären. Der Grad von Vollständigkeit und Widerspruchslosigkeit sei höher als bei gängigen Erklärungen, bei denen ja immer ein unerklärter Rest bleibt: Verschwörungstheorien seien „zu schön, um wahr zu sein“.[54]
3. machen Verschwörungstheoretiker laut Hepfer nicht bloß Aussagen über Dinge, die man zu wissen glaubt (sogenannte epistemische Aussagen), sondern Existenzaussagen (etwa, dass es eine weltweite Verschwörung von Illuminaten, Juden, Außerirdischen usw. gäbe). Eine solche Aussage hat aber sehr viel weitergehende Konsequenzen für die Aussagen, die man nach Zustimmung zu ihr folgerichtig noch machen kann.[55]
4. dämonisierten Verschwörungstheorien ihre Objekte: Die Verschwörer würden als nachgerade übermenschlich böse, mächtig und gerissen imaginiert, statt in ihnen einfach normale Menschen mit bestimmten Interessen zu sehen.[56]
5. würden Verschwörungstheoretiker mit einer verkürzten Konzeption von Vernunft arbeiten. Zwar würden sie den Verschwörern, deren Tun sie aufzudecken versuchen, ein hohes Maß an instrumenteller Vernunft attestieren, mit der sie ihre angeblichen Ziele zu erreichen suchten, die Vernünftigkeit dieser Ziele selbst würden sie aber nicht problematisieren. So sei das Ziel, dreihundert Jahre Geschichte dazuzuerfinden, wie es die Verschwörungstheorie vom erfundenen Mittelalter annehme, in sich ebenso wenig rational wie die angeblichen Bemühungen der amerikanischen Regierung, den UFO-Absturz von Roswell zu vertuschen, anstatt ihn propagandistisch zur Vorbereitung auf den bevorstehenden Krieg mit den Aliens zu nutzen.[57]

 Der Amerikanist Michael Butter unterscheidet mit Michael Barkun
1. Ereignisverschwörungstheorien (event conspiracies), die Butter mit der Annahme illustriert, das Kennedy-Attentat, der Tod Uwe Barschels oder die Angriffe auf die Twin-Tower seien auf Verschwörungen zurückzuführen,
2. Systemverschwörungstheorien (systemic conspiracies), die Verschwörergruppen (Illuminaten, Juden, die CIA) als Verursacher diverser Ereignisse annehmen,
3. Superverschwörungstheorien (super conspiracies), die beide Typen verbinden, wie etwa die Mär von der jüdischen Weltverschwörung oder die der kommunistischen Weltverschwörung, wie sie die John Birch Society propagierte.[58]

Während Ereignisverschwörungstheorien noch am ehesten einen realen Hintergrund haben könnten, sei dies bei den beiden anderen Typen auszuschließen, da alle realen Verschwörungen, die bekannt geworden seien, immer nur kurzfristige Ziele verfolgt hätten und immer nur eine relativ kleine Zahl von Mitwissern umfasst hätten. Systemverschwörungstheorien dagegen würden nach dem mathematischen Modell des amerikanischen Physikers David Robert Grimes eine fünf- bis sechsstellige Anzahl potenzieller Whistleblower implizieren, weshalb ihre geschätzte Zeit bis zum Auffliegen allenfalls einige Jahre umfasse. Zudem sei Geschichte das Ergebnis von zahllosen Absichten, Gegenabsichten, unbeabsichtigten Wirkungen, Eigendynamiken, Zufällen usw., wohingegen Verschwörungstheorien stets die Geschehnisse monokausal mit den dunklen Intentionen der Verschwörer erklärten. Aus diesen Gründen sei kein einziger Fall einer Systemverschwörungstheorie bekannt, die sich im Nachhinein als zutreffend erwiesen hätte.
Andreas Anton, Michael Schetsche und Michael Walter lehnen dagegen in Anlehnung an den Sozialkonstruktivismus Peter L. Bergers und Thomas Luckmanns formale und inhaltliche Unterscheidungen zwischen rationalen und irrationalen Verschwörungstheorien, zwischen solchen, die eine Diskussion verdienten, und solchen, die ohne nähere Prüfung abgetan werden könnten, als essenzialistisch ab. Die gängigen Definitionen des Begriffs, die Verschwörungstheorie als imaginär, ideologisch und nicht wirklichkeitsadäquat stigmatisieren, kritisieren sie als „Teil des Kampfes um die Definitionsmacht über soziale Wirklichkeit“. Wissenssoziologisch betrachtet gebe es vielmehr ein Kontinuum von orthodoxen bis heterodoxen Verschwörungstheorien, also von Annahmen, die von der Mehrheit der Bevölkerung, den Leitmedien und anderen Instanzen als Deutungsmodell anerkannt seien, und solchen, bei denen dies nicht oder noch nicht der Fall sei. Dieses „disqualifizierte Wissen“ im Sinne Michel Foucaults könne zwar die oben aufgezählten Gefahren beinhalten, es könne aber auch durchaus nützlich sein, indem es etwa helfe, reale Verschwörungen aufzudecken, unterdrückte oder diskreditierte Meinungen transportiere und Zusammenhänge offenlege, die bislang unbekannt seien. Insofern sprechen sich die drei Autoren aus theoretischen und gesellschaftspolitischen Gründen dagegen aus, Verschwörungsdenken pauschal abzuwerten und seine Protagonisten als paranoid zu pathologisieren.
Ähnlich betont David Coady, dass Verschwörungstheorien, verstanden als Annahmen, ein Ereignis sei von einer Verschwörung verursacht worden, durchaus „wahr, vorteilhaft und/oder gerechtfertigt“ sein können. Die Delegitimierung solcher Annahmen als Verschwörungstheorien im negativ konnotierten Sinn des Wortes sei oft Propaganda, mit dem Ziel, die Glaubhaftigkeit von „Herden-Meinungen“ oder Erklärungen der Regierung zu erhöhen. In diesem Sinne schade eine solche „Verschwörungshetze“ dem Ideal einer offenen Gesellschaft. In ähnlicher Weise warnt der amerikanische Politikwissenschaftler Daniel C. Hellinger, den Begriff Verschwörungstheorie zur Stigmatisierung zu nutzen, weil man dadurch blind werde für echte Verschwörungen. Allzu oft würden Mainstream-Medien und Fachwissenschaften ihnen unbequeme Realitäten einfach als Verschwörungstheorie abtun statt sie heranzuziehen, um verbreitetes Unbehagen an der Globalisierung, der Qualität der Demokratie und der Macht von Eliten zu erklären oder ihre Ursachen zu bekämpfen.
Der amerikanischen Politikwissenschaftler Joseph E. Uscinski sieht den Unterschied zwischen Verschwörungen und Verschwörungstheorien einzig darin, dass letztere von den zuständigen epistemischen Autoritäten (noch) nicht für wahr gehalten würden. Insofern seien Bob Woodward und Carl Bernstein, die Journalisten, die die Watergate-Affäre aufdeckten, einer Verschwörungstheorie nachgegangen, bis sie diese Autoritäten davon überzeugt hätten, dass Präsident Nixon tatsächlich in eine Verschwörung verwickelt war.
Jack Bratich vertritt unter Berufung auf Michel Foucaults wissenssoziologische Konzept vom Macht/Wissen den Standpunkt, entscheidend für die Einordnung sei, wer über die Geltungsfrage öffentlich entscheiden könne. Verschwörungstheorien könnten nicht nur aufgrund denotativer und inhärenter Eigenschaften als falsch identifiziert werden, entscheidend sei ihre Beziehung zum „Wahrheitsregime“:

„Jede Gesellschaft hat ihr Wahrheitsregime; ihre allgemeine Politik der Wahrheit; dies sind die Diskurstypen, die sie akzeptiert und die sie als wahr fungieren lässt; die Mechanismen und Instanzen, die es einem ermöglichen, zwischen ‚wahren‘ und ‚falschen‘ Aussagen zu unterscheiden; die Bedeutung, durch die jede sanktioniert ist.“

Butter stimmt Bratich zu, weist aber unter Berufung auf Mark Fenster darauf hin, dass erstens das Plausibilitätskriterium ausschlaggebend sei, darüber hinaus aber auch, dass es sich bei den möglichen Regierungsverschwörungen immer nur um Ereignisverschwörungen gehandelt habe. Ähnlich betont auch Daniel C. Hellinger, dass die Beweislast auf der Seite derer liege, die eine Verschwörungstheorie vertreten: Nur auf Anomalien und auf mögliche Motive der von ihnen Verdächtigten hinzuweisen, reiche allenfalls aus, etablierte Erklärungen zu hinterfragen und mehr Transparenz zu fordern. Erforderlich seien aber positive Beweise oder zumindest Plausibilität.

## Funktionen
Verschwörungstheorien kommen immer einem bestimmten Bedürfnis der Rezipienten nach und bieten ihnen und den Produzenten und Propagatoren einen ganz bestimmten Nutzen. Armin Pfahl-Traughber unterscheidet als Hauptfunktionen von Verschwörungstheorien:
- Identität: Verschwörungstheorien definieren stets eine Gruppe von angeblichen Verschwörern als böse. Indem der Rezipient sich gegen diese diabolisierte Gruppe wendet, steht er automatisch auf der Seite der Guten. Zudem erlaubt die Identifikation der angeblich Schuldigen dem Verschwörungstheoriegläubigen die selbstermächtigende Phantasie, die Ursache des Bösen bekämpfen zu können: Gegen Zufälle oder Strukturen ist man hilflos, Verschwörungen dagegen lassen sich aufdecken und unschädlich machen. Außerdem hat der Glaube an Verschwörungstheorien eine gemeinschaftstiftende Funktion, wenn man sich mit Menschen zusammentut, die an dieselbe Verschwörungstheorie glauben.[68] Dass der Glaube an Verschwörungstheorien ein Mittel zu dem Zweck sein kann, sich einzigartig zu fühlen und sich von der Masse abzuheben, legt eine Studie der Universität Mainz nahe: Darin wurde den Teilnehmenden eine fiktive Verschwörung präsentiert, einmal mit dem Hinweis, dass die Mehrheit der Deutschen daran glaube, und einmal mit dem Hinweis, die Mehrheit zweifle sie an. Teilnehmende, bei denen eine Verschwörungsmentalität ausgeprägt war, glaubten der Theorie eher, wenn sie als unpopulär dargestellt wurde. Dieses Ergebnis war insofern überraschend, als Menschen normalerweise intuitiv eher einer Mehrheitsmeinung mehr Vertrauen schenken.[69]

- Erkenntnisgewinn: Verschwörungstheorien reduzieren Komplexität: Sie lösen unübersichtliche und diffuse Situationen dadurch auf, dass sie sie monokausal auf einzelne bekannte Phänomene zurückführen und damit psychologisch bearbeitbar machen. Statt Zufall und Kontingenz bieten sie Kohärenz und dunkle Absichten als Erklärungen an, was der Neigung des menschlichen Gehirns, überall Muster zu erkennen, entgegenkommt.[70] Dieter Groh und der deutsche Historiker Rudolf Jaworski erklären damit und mit der Harmonisierung kognitiver Dissonanzen im Geschichtsbild die Hauptfunktion von Verschwörungstheorien; Menschen in Stress-Situationen fühlten sich entlastet, wenn sie eine Erklärung für das Böse erhielten, das ihnen widerfährt. Daraus resultiere ihre große Anziehungskraft. Hinzu komme noch die Funktion, dass Verschwörungstheorien in der Propaganda totalitärer Regime eine Erklärung auch für das Nichteintreten der geschichtstheologisch oder -philosophisch vorhergesagten Utopie darstellen.[71]
- Manipulation: Verschwörungstheorien liefern Herrschenden ein zentrales Feindbild, mit dem sie ihre eigene Herrschaft legitimieren, die Schuld an Misserfolgen abwälzen und Gewalt auslösen bzw. befeuern können. Adolf Hitler selbst beschrieb diese Funktion in seinem Buch Mein Kampf ganz offen:

„Es gehört zur Genialität eines großen Führers, selbst auseinanderliegende Gegner immer als nur zu einer Kategorie gehörend erscheinen zu lassen, weil die Erkenntnis verschiedener Feinde bei schwächlichen und unsicheren Charakteren nur zu leicht zum Anfang des Zweifels am eigenen Rechte führt. […] Daher muß eine Vielzahl von innerlich verschiedenen Gegnern immer zusammengefaßt werden, so daß in der Einsicht der Masse der eigenen Anhänger der Kampf nur gegen einen Feind allein geführt wird.“

Der isländische Politikwissenschaftler Eiríkur Bergmann führt drei Beispiele für eine solche bewusste Instrumentalisierung von Verschwörungstheorien zu politischen Zwecken und gleichzeitig zur Anstachelung von Gewalt an: die Eurabien-Verschwörung, wonach das Christentum in Europa angeblich durch den Islam ausgetauscht werden solle (siehe dazu auch: Großer Austausch), die Behauptung eines „Deep State“ in den USA, wie sie unter anderem Donald Trump verbreitet, die antiwestlichen Verschwörungstheorien Wladimir Putins in Russland: Er unterstelle, westliche Mächte würden durch verdeckte Manipulationen Russlands Souveränität untergraben und seinen geopolitischen Einfluss unterminieren, um seine legitime Regierung zu stürzen und letztlich seine Staatlichkeit zu zerstören. Dies sei der eigentliche Zweck der Osterweiterungen von NATO und EU. In diesem Sinn würden russische Dissidenten als westliche Agenten hingestellt, die Ukraine sei ein von Neonazis geführter Marionettenstaat des Westens.
Andreas Anton nennt als grundlegende sozialpsychologische Funktionen von Verschwörungstheorien zusätzlich die Antizipation von Situationsentwicklungen und die Verständigung über Grenzsituationen. Die Kunsthistorikerin Carolin Mischer verweist außerdem auf eine kommerzielle Funktion von Verschwörungstheorien: So werden etwa sogenannte „Chembuster“ zum Kauf angeboten, mit Bergkristallen gefüllte Kupferrohre, die angeblich die schädlichen Wirkungen von Chemtrails neutralisieren, imaginären Giftwolken, die aussehen wie Kondensstreifen. Verschwörungsunternehmer wie Alex Jones haben aus der Verbreitung immer neuer Verschwörungstheorien ein auskömmliches Geschäftsmodell gemacht. Schließlich werden Verschwörungstheorien konsumiert, weil sie sehr vergnüglich sein können.

## Historische Beispiele

### Vorläufer in Antike, Mittelalter und der Frühen Neuzeit
Ob es Verschwörungstheorien zu allen Zeiten und in allen menschlichen Gesellschaften gab, ist in der Forschung umstritten. Dieter Groh prägte die Formulierung, sie seien eine „anthropologische Konstante“. Ihm folgten viele Forscher. Für Michael Butter dagegen sind Verschwörungstheorien eine ursprünglich abendländische Denkfigur, die erstmals in der Antike kurz massenwirksam wurde, dann in der Frühen Neuzeit in Europa elaboriert wurde und von dort im Zuge des Kolonialismus und Imperialismus durch einen Kulturtransfer in außereuropäische Kulturräume exportiert wurde.
Aus der Antike sind zwar mehrere große Verschwörungen überliefert (beispielsweise die catilinarische des Jahres 63 v. Chr. oder die pisonische des Jahres 65 n. Chr., aber auch die gegen Gaius Iulius Caesar). Dennoch gibt es nur wenige Beispiele für antike Verschwörungstheorien, was der Althistoriker Jannik Lengeling auf die grundsätzliche Öffentlichkeit der Politik in der Antike und den Mangel an Schriften mit weitgefasstem Erklärungsanspruch zurückführt. In der römischen Geschichte ließen sich Verschwörungstheorien daher erst seit der Krise der Republik nachweisen. Konspirationistisches Denken spielte zum Beispiel vermutlich im Jahr 415 v. Chr. beim athenischen Hermenfrevel eine Rolle, als es Alkibiades in die Desertion trieb, oder als im Jahre 19 die Erkrankung des allseits beliebten Germanicus als allzu triviale Erklärung für dessen als traumatisch empfundenen frühen Tod angesehen wurde und man stattdessen annahm, er wäre einem Mordkomplott zum Opfer gefallen. Als hoch wirksame Verschwörungstheorie kann man die Brandstiftertheorie nennen, die die neronische Christenverfolgung auslöste.
Im Mittelalter wurde zur Zeit der Kreuzzüge den Juden unterstellt, insgeheim mit den Muslimen oder dem Antichrist im Bunde zu sein; die Pest führte man auf angebliche Brunnenvergiftungen durch Juden zurück oder unterstellte ihnen, christliche Kinder zu entführen, um sie rituell zu ermorden. Auch wähnte man geheimes und illegales (nämlich den Lehren der Kirche widersprechendes) Glauben und Handeln bei so genannten Ketzern wie den Katharern, Waldensern oder den Templern. Die Hexenverfolgungen der frühen Neuzeit funktionierten zum Teil nach demselben Schema: Ein Unglück war geschehen, man identifizierte einen greifbaren Sündenbock, dem man dann den Prozess machte. Allgemein aber waren Verschwörungstheorien im Mittelalter eher selten, da die meisten unerfreulichen Ereignisse nicht mit den Machenschaften menschlicher Verschwörer, sondern mit dem unerforschlichen Ratschluss Gottes erklärt wurden. Die wenigen, die sich nachweisen lassen, unterscheiden sich von modernen Verschwörungstheorien darin, dass sie den Teufel als Kern der Verschwörung und die Menschen, deren Verfolgung sie begründen, als dessen Agenten annehmen. Rein innerweltliche Verschwörungstheorien wie die der Bartholomäusnacht 1572 vorausgehende Annahme, die Hugenotten hätten sich gegen den König verschworen, treten erst seit dem 16. Jahrhundert auf. Der Soziologe Kim Meyer unterscheidet daher idealtypisch zwischen einem mittelalterlichen „dämonologischen“ und einem neuzeitlichen „konspirologischen Denken“.

### 17. Jahrhundert: Antijesuitische Verschwörungstheorien
Das Vollbild einer Verschwörungstheorie als Geschichtsbild lässt sich das erste Mal im England des elisabethanischen Zeitalters nachweisen, als Jesuiten versuchten, auf illegalem Wege nach England zu kommen, um für die Rekatholisierung des Landes zu wirken. Unter der Folter gestanden diese Jesuiten dann ihre Verwicklung in verschiedene Mordanschläge auf die Königin oder den Sprengstoffanschlag auf das Parlament.
Dieses Musterbild der vom Ausland gesteuerten Jesuiten-Verschwörung fand ihren Höhepunkt 1678 in der Papisten-Verschwörung, dem so genannten popish plot: Angeblich hätten Katholiken geplant, den König umzubringen, um seinen Bruder, den späteren James II., auf den Thron zu setzen. Diese unbegründeten Unterstellungen nahm die Whig-Opposition zum Anlass, gegen Königstreue, Konservative und Katholiken Front zu machen, von denen insgesamt 35 wegen Hochverrats unschuldig hingerichtet wurden. Nachdem der popish plot als Schwindel aufgedeckt war und sich nach der Glorious Revolution von 1688 die Gegner des neuen Königs Wilhelm von Oranien als „die loyale Opposition seiner Majestät“ bezeichnet hatten und damit verschwörerischer Umtriebe nicht mehr verdächtig waren, kam es zu einer Beruhigung der politischen Öffentlichkeit in England.
Bereits 1614 waren in Krakau die Monita secreta des Ex-Jesuiten Hieronymus Zahorowski erschienen, eine Fälschung angeblicher Geheimdokumente des Ordens, die bis ins 20. Jahrhundert immer wieder als Beleg für dessen vermeintliche Verschwörungstätigkeit nachgedruckt wurde. Sie wurden zum Referenzobjekt auch der antijesuitischen Verschwörungstheorien der Aufklärer. Das Bild vom Jesuiten als konservativ-katholischem Konspirateur, der von Rom aus seine verderblichen Fäden zieht, findet sich zum Beispiel in der Encyclopédie von Denis Diderot und Jean-Baptiste le Rond d’Alembert. Die deutschen Aufklärer und Illuminaten Johann Joachim Christoph Bode und Adolph Freiherr Knigge veröffentlichten 1781 ausführliche antijesuitische Verschwörungsszenarien: Die Jesuiten hätten die Freimaurerei und deren Hochgradsysteme gegründet, um Oliver Cromwell und den englischen Protestantismus zu bekämpfen und um ihren Orden, der 1773 aufgehoben worden war, im Geheimen fortzusetzen; Knigge unterstellte ihnen, sie hätten mit der Strikten Observanz und den Rosenkreuzern die deutsche Freimaurerei unterwandert, ihr Ziel sei die Verdummung des Volkes, die Wiederherstellung des Absolutismus und die Gegenreformation. 1788 veröffentlichte der französische Literat Nicolas de Bonneville ein ähnliches Verschwörungsszenario auf französisch.
Nicht zuletzt als Folge solcher Verschwörungstheorien wurde der Orden 1773 aufgelöst. Im 18. Jahrhundert hatten sich im Zusammenhang mit dem Jesuiten-Staat von Paraguay und dessen Zerschlagung einige Jesuiten nämlich gegen die Herrschaftsansprüche der spanischen und der portugiesischen Krone gewandt und schienen damit die antijesuitische Verschwörungstheorie zu bestätigen. In den USA lassen sich antijesuitische Verschwörungstheorien bis ins 19. Jahrhundert hinein nachweisen, als etwa der bekannte Erfinder Samuel F. B. Morse wähnte, der österreichische Staatskanzler Metternich würde jesuitische Agenten mit dem Auftrag nach Amerika schleusen, einen Habsburger als Kaiser der Vereinigten Staaten zu installieren.

### 18. Jahrhundert: Französische Revolution

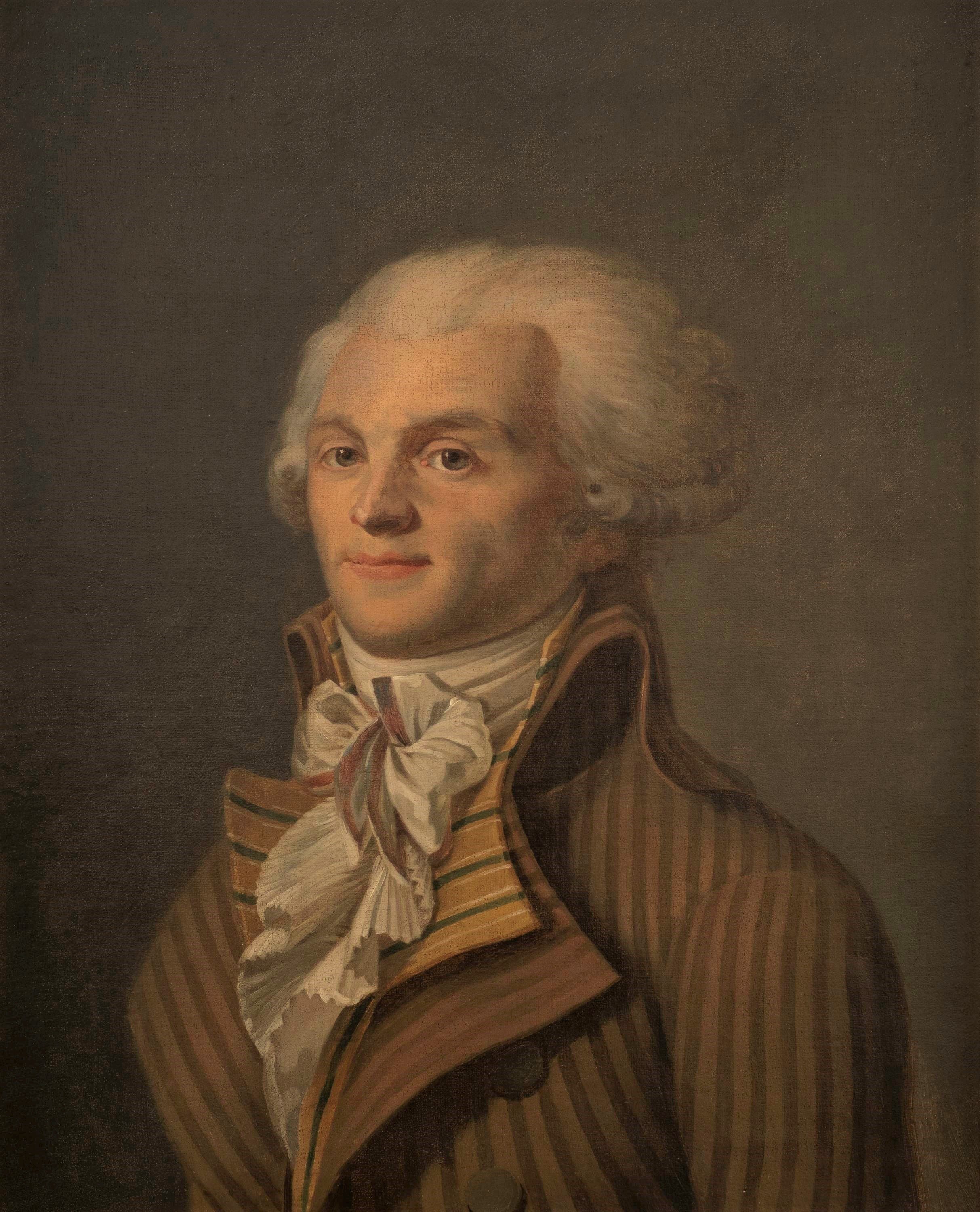
Anonymes Porträt von M. de Robespierre, um 1793, Musée Carnavalet

Im späten 18. Jahrhundert spielten Verschwörungstheorien eine große Rolle. In gebildeten, aufklärerischen Kreisen war ein Denken weit verbreitet, das nach dem Ursache-Wirkungs-Prinzip viele Ereignisse auf das Wirken verborgener Kräfte zurückführte, die in entsprechenden Schriften „enthüllt“ werden sollten. Verstärkt wurden diese Denkformen durch gesellschaftliche Krisen und eine beschleunigte internationale Kommunikation. Im vorrevolutionären Frankreich flackerten unter der Landbevölkerung immer wieder Gerüchte von Hungerverschwörungen auf. Die berühmteste und wohl auch folgenreichste war das im Frühjahr 1789 massenhaft kolportierte Gerücht, Adel und König würden absichtlich die Getreideversorgung verknappen, um in der folgenden Hungerkrise den beim Volk beliebten Finanzminister Jacques Necker entlassen und die von ihm empfohlene Einberufung der Generalstände aussetzen zu können. Diese Verschwörungstheorie trug nicht unwesentlich zur Delegitimierung des Ancien Régime und zur Bereitschaft der von einer Hungersnot bedrohten Massen bei, auch Gewalt einzusetzen. Nach dem Erfolg der Revolution wurden bis 1791 zahlreiche echte Verschwörungen aufgedeckt, mit denen Adlige und Gegner der Revolution versuchten, das Ancien Régime wiederherzustellen. Dies trug zu der Bereitschaft bei, grundsätzlich an Verschwörungen zu glauben. Verschwörungstheoretische Verdächtigungen wurden regelmäßig in den wichtigen Zeitungen des revolutionären Frankreich veröffentlicht.
Während der Terrorherrschaft 1793/1794 wurde die Verfolgung echter und vermeintlicher politischer Gegner mit Verschwörungstheorien gerechtfertigt: Hunderttausende wurden aufgrund des Gesetzes über die Verdächtigen inhaftiert oder mit der Guillotine hingerichtet. Maximilien de Robespierre begründete die Machtergreifung des Wohlfahrtsausschusses mit vielfältigen Verschwörungen des absolutistischen Auslands und seiner Helfershelfer, die bereits die gesamte Gesellschaft unterwandert hätten:

„Die Höfe des Auslands beratschlagen in unseren Verwaltungen und in unseren Sektionsversammlungen mit; sie verschaffen sich Zutritt zu unseren Klubs. Sie haben sogar Sitz und Stimme im Heiligtum der Volksvertretung. […] Zeigt ihr Schwäche, preisen sie eure Vorsicht; legt ihr Vorsicht an den Tag, zeihen sie euch der Schwäche. Euren Mut heißen sie Tollkühnheit, euren rechtlichen Sinn Grausamkeit. Laßt ihr ihnen Schonung angedeihen, zetteln sie vor aller Augen Verschwörungen an.“

Diese Verschwörungstheorien hatten zwar insofern einen realen Kern, als sich Frankreich im Krieg mit seinen Nachbarländern befand und in der Vendée ein Aufstand gegen die revolutionäre Regierung ausgebrochen war. Auch standen die königliche Familie, der Hochadel und der romtreue Klerus tatsächlich häufig insgeheim mit dem Ausland in Verbindung und waren ausgesprochen katholisch. Der verschwörungsideologische Anteil wird aber zum Beispiel an der so genannten Verschwörung des Auslands deutlich, als im Frühjahr 1794 die Hébertisten hingerichtet wurden, radikale Jakobiner, die sich angeblich vom Ausland hätten dafür bezahlen lassen, durch absichtlich übersteigerte Maßnahmen die Republik zu Grunde zu richten. Der Historiker Geoffrey T. Cubitt bescheinigt Robespierre deshalb nachgerade eine „conspiratorial obsession“, eine „Besessenheit von Verschwörungen“.

### 19. Jahrhundert: Revolution versus Reaktion

Werbeplakat für Léo Taxils Anti-Freimaurer-Schrift Les Mystères de la Franc-Maçonnerie (Paris 1896) mit mehreren typischen visuellen Elementen von Verschwörungstheorien

Die massiven antikatholischen Angriffe durch die Aufklärer und die Verfolgungen in der Revolution brachten einige konservative Theoretiker dazu, die Verschwörungstheorie einfach umzudrehen. Der ehemalige Jesuit Abbé Augustin Barruel und der schottische Gelehrte John Robison stellten um 1798 die Gegenthese auf, nicht die Jesuiten hätten eine Verschwörung gestartet, sondern ihre Feinde, die aufklärerischen Philosophen, die Freimaurer und vor allem die Illuminaten. Diese anti-illuminatische Verschwörungstheorie erreichte bald eine große Reichweite; in Deutschland knüpfte daran besonders prominent der Hofprediger Johann August Starck an. Der Illuminatenorden Adam Weishaupts bot sich besonders an, weil er – im Unterschied zur politisch und religiös grundsätzlich toleranten Freimaurerei – tatsächlich die radikaldemokratische Umgestaltung der Gesellschaft mit den Mitteln eines Geheimbunds zum Ziele gehabt hatte. Zwar war er bereits 1785, also vier Jahre vor der Revolution, zerschlagen worden (andernfalls hätten Barruel und seine deutschen Quellen auch gar nicht aus seinen geheimen Papieren zitieren können), doch schien manches für seine Weiterexistenz zu sprechen: Zum einen war das ehemalige Mitglied Johann Joachim Christoph Bode, ein sächsisch-weimarischer Geheimrat, ausgerechnet wenige Wochen vor Ausbruch der Revolution nach Paris gereist – eine Koinzidenz, an der kein Verschwörungstheoretiker vorbeigehen kann. Auf der anderen Seite existierte in Frankreich selbst eine freimaurerartige Bruderschaft namens Les Illuminés, die zwar eher konservativ-mystisch ausgerichtet war und mit den bayrischen Illuminaten nur den Namen gemein hatte, doch schien das auszureichen.
Seit dem beginnenden 19. Jahrhundert jedenfalls ist das Bild des politischen Verschwörers von links, der international vernetzt ist, überall Werte wie Vaterland, Glaube und Familie unterminiert und versucht, Revolutionen anzuzetteln, fester Bestandteil des konservativen Diskurses. Dies Bild steht auch deutlich hinter den Karlsbader Beschlüssen von 1819, mit denen der österreichische Staatskanzler Metternich überall so genannte Demagogen verfolgen, zensieren und einsperren ließ. Auch im Zusammenhang mit bürgerlichen Revolutionsängsten nach der russischen Oktoberrevolution wurde zum Teil eine angebliche Verschwörung dunkler, bolschewistischer Mächte imaginiert, etwa in der Fehldeutung des Schweizer Landesstreiks von 1918 als revolutionärer Umsturzversuch.

### 20. Jahrhundert: Antisemitismus und die Folgen
Eine Übertragung dieser Verschwörungstheorie auf die Juden lässt sich mit Sicherheit erst für das letzte Drittel des 19. Jahrhunderts nachweisen. 1869 legte der russische Publizist Jakow Alexandrowitsch Brafman (1824–1879) sein Werk Книга Кагала (Kniga Kagala, „Das Buch vom Kahal“) vor. Darin behauptete er, die Kehillahim, die jüdischen Gemeindeorganisationen, seien Teile einer jüdischen Weltverschwörung, die von der Alliance Israélite Universelle gesteuert werde. Im selben Jahr erklärte der französische Rechtskatholik Henri Roger Gougenot des Mousseaux 1869 in seinem Werk Le Juif, le judaïsme et la judaïsation des peuples chrétiennes die Freimaurerei zu einer Deckorganisation der Juden. Diese kombinierte Verschwörungstheorie wurde 1921 von der britischen Autorin Nesta Webster noch erweitert, die sämtliche nicht- oder nicht orthodox christlichen Strömungen seit der Antike von den Gnostikern, über Assassinen, Illuminaten und Freidenkern bis hin zu Lenin und den russischen Revolutionären zu einer einzigen weltumspannenden Verschwörung wahlweise unter jüdischem oder unter satanistischem Vorzeichen zusammenstellte. Diese verschwörungsideologische Großkonstruktion wurde in den zwanziger Jahren von Erich Ludendorff, dem ehemaligen Generalquartiermeister des kaiserlichen Heeres, zum Wahnbild einer „jesuitisch-freimaurerisch-jüdischen Weltverschwörung“ erweitert.
Ihre ganze mörderische Potenz gewannen antisemitische Verschwörungstheorien Anfang des 20. Jahrhunderts, als unbekannte Verfasser unter Verwendung von Schauerliteratur und einer französischen liberalen Polemik gegen Napoleon III., die einfach umgedreht wurde, die Protokolle der Weisen von Zion fabrizierten. Diese Erfindung eines jüdischen Plans zur Erringung der Weltherrschaft sollte einer der Schlüsseltexte des Antisemitismus werden. In die so entstandene antisemitische Verschwörungstheorie, die im Kern immer noch starke Ähnlichkeit mit ihrem antijesuitischen Urbild hat, wurden nach der Oktoberrevolution mit dem Schlagwort vom „jüdischen Bolschewismus“ noch antikommunistische Elemente eingefügt.

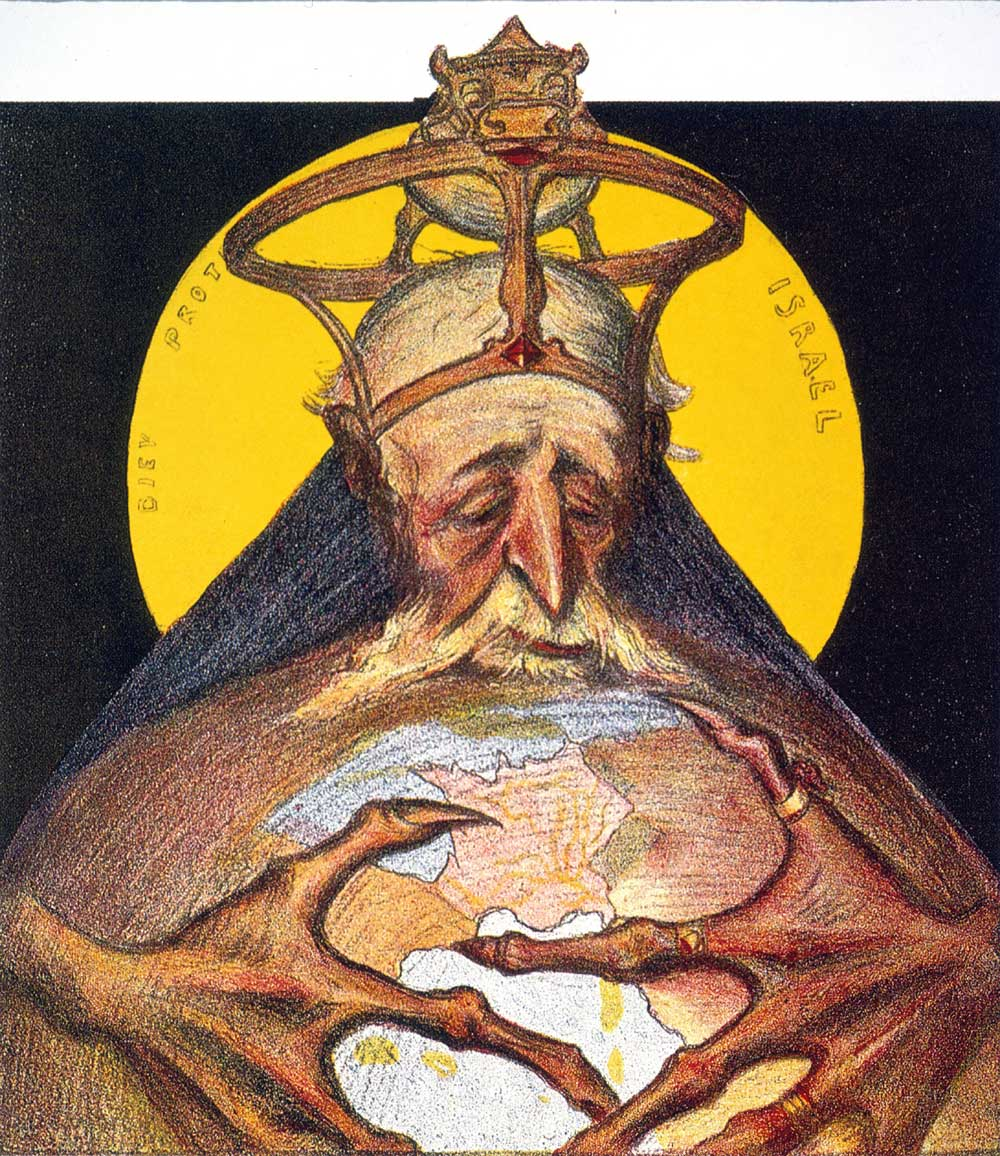
Charles Lucien Léandre: Le roi Rothschild („Der König Rothschild“). Antisemitische Karikatur auf der Titelseite der französischen humoristischen Zeitschrift Le rire, 16. April 1898.
Dargestellt ist ein Mitglied der jüdischen Bankiersfamilie Rothschild, das die ganze Welt in seinen Krallen hält.

Das so entstandene Gerücht eines als einheitlich imaginierten Weltjudentums, das seine Feinde im „Zangenangriff“ durch amerikanischen Finanzkapitalismus einerseits, sowjetischen Kommunismus andererseits halte, bildete den Kern von Hitlers Weltanschauung, der sich in Mein Kampf explizit auf die Protokolle der Weisen von Zion berief. Daher wird der Nationalsozialismus von einigen Historikern als eine große Verschwörungstheorie betrachtet, die davon ausging, dass die vermeintlichen Verschwörer nicht durch Absprache, sondern durch Abstammung Teil der Verschwörung geworden seien. Diese biologistische Ideologie der Nationalsozialisten forderte die physische Vernichtung der Juden und führte in völkermörderischer Konsequenz schließlich zum Holocaust.
Verhängnisvoll aufgeladen wurde die antisemitische Verschwörungsthese noch zusätzlich durch die Dolchstoßlegende: Bereits kurz nach dem Ersten Weltkrieg hatte die Oberste Heeresleitung verbreitet, schuld an der deutschen Niederlage sei nicht etwa die materielle, technische und zahlenmäßige Überlegenheit der Alliierten spätestens seit dem Kriegseintritt der USA gewesen, sondern die Wühltätigkeit der deutschen Sozialdemokratie, die dem angeblich „im Felde unbesiegten“ deutschen Heer mit der Novemberrevolution in den Rücken gefallen sei. Auch die Legende von einer „jüdischen Kriegserklärung“ an Deutschland, die Chaim Weizmann 1933 ausgesprochen haben soll, diente als Rechtfertigung für die nationalsozialistische Judenverfolgung.
Das verschwörungsideologische Denken der Nationalsozialisten zeigte sich auch während des Krieges. Hitler erklärte zum Beispiel den Ausbruch des Zweiten Weltkriegs stets mit angeblichen Machenschaften des Judentums, dessen „Agent“ Winston Churchill sei: „Der Mann, der es gemixt hat, ist Churchill; hinter ihm das Judentum, das sich seiner bedient“.
Heinrich Himmler begründete in seiner bekannten Posener Rede vom 4. Oktober 1943 die „Ausrottung des jüdischen Volkes“ mit der Befürchtung, die Juden würden sonst als Fünfte Kolonne der Feindmächte fungieren:

„Wir wissen, wie schwer wir uns täten, wenn wir heute noch in jeder Stadt – bei den Bombenangriffen, bei den Lasten und bei den Entbehrungen des Krieges – noch die Juden als Geheimsaboteure, Agitatoren und Hetzer hätten. Wir würden wahrscheinlich jetzt in das Stadium des Jahres 1916/17 gekommen sein, wenn die Juden noch im deutschen Volkskörper säßen.“

Hitler war bis zum Ende seines Lebens von der Notwendigkeit des Kampfes gegen das „Weltjudentum“ überzeugt. Sein politisches Testament, das er am 29. April 1945, einen Tag vor seinem Suizid, verfasste, schließt mit einem Aufruf „zum unbarmherzigen Widerstand gegen den Weltvergifter aller Völker, das internationale Judentum“.

### 21. Jahrhundert: Seit den Anschlägen vom 11. September 2001
Auch heute noch werden über das Internet zumeist von Rechtsextremen und Islamisten Verschwörungstheorien über Israel und „die Juden“ verbreitet: So sollen sie zu Zwecken des Organhandels gefangene Palästinenser umbringen, sie seien schuld am Flugunfall von Smolensk 2010, bei dem 2010 mehrere Mitglieder der politischen Elite Polens ums Leben kamen, an der Schweinegrippe und am Erdbeben im Indischen Ozean 2004, sie hätten den Holocaust erfunden, um Deutschland in Abhängigkeit zu halten, und steckten auch hinter den sogenannten Chemtrails.
Versatzstücke aus dem Text Protokolle der Weisen von Zion werden noch heute zur Untermauerung antisemitischer Verschwörungstheorien verwandt. Sie sind z. B. integraler Bestandteil der Ziele und Ideologie der Hamas, deren Charta aus dem Jahr 1988 explizit Bezug auf sie nimmt.
In Russland ist eine apokalyptische Deutung der Protokolle weit verbreitet und wird zum Teil auch von hochrangigen Repräsentanten der orthodoxen Kirche gefördert. Eine andere Version der Theorie von der „jüdisch-freimaurerisch-atheistischen Weltregierung“ findet sich im Umfeld der katholischen Piusbruderschaft. Die dem Engelwerk nahestehende Katholische Pfadfinderschaft Europas behauptet, die Freimaurerei erstrebe die Weltherrschaft und die immer stärker werdenden Globalisierungstendenzen in der Politik unserer Tage würden weitgehend von den Freimaurerlogen getragen; Hauptfeind der Freimaurer sei die römisch-katholische Kirche.
Seit dem Beginn des 21. Jahrhunderts kursieren in zahlreichen Gruppierungen Verschwörungsvorwürfe bezüglich der Terroranschläge am 11. September 2001; die Beschuldigungen richten sich abhängig von ihren jeweiligen Vertretern gegen unterschiedlichste Vereinigungen und Personen.

### Verschwörungstheoretische Elemente im Marxismus-Leninismus
Karl Popper machte bereits 1945 auf Tendenzen im Marxismus aufmerksam, nach denen Gier, Gewinnsucht und andere psychologische Phänomene nicht wie bei Karl Marx als symptomatische Folgen des bestehenden sozialen Systems verstanden würden, sondern als dessen Ursachen: Danach würden Kriege, Wirtschaftskrisen usw. als „Ergebnis einer listigen Verschwörung von ‚Großkapitalisten‘ oder ‚imperialistischen Kriegshetzern‘“ verstanden statt als unerwünschte Nebenfolgen von Handlungen, die auf ganz andere Ziele gerichtet gewesen seien. Diese Tendenzen bezeichnet Popper als „vulgärmarxistische Verschwörungstheorie“.
Zwischen den Weltkriegen zeitigte das verschwörungsideologische Weltbild auch in der Sowjetunion Stalins verheerende Folgen. Während des Großen Terrors von 1934 bis 1939, insbesondere während der Moskauer Prozesse, gestanden fast alle Altbolschewiken und die überwiegende Mehrheit des Offizierkorps der Roten Armee in Schauprozessen unter der Einwirkung von Folter, sie seien Teil einer antisowjetischen, entweder von Trotzki oder vom kapitalistischen Ausland gesteuerten Verschwörung.
Ob Stalin tatsächlich von dieser Verschwörungstheorie überzeugt war, der mehrere Millionen Menschen zum Opfer fielen, oder ob er seine Verschwörungstheorie nach Kalkül nur deswegen propagieren ließ, um potentielle Rivalen ausschalten zu können, ist ungeklärt. 1948 startete Stalin eine ebenfalls verschwörungsideologische antisemitische Kampagne gegen sogenannte wurzellose Kosmopoliten.
In jüngerer Zeit wurde vereinzelt versucht, den gesamten Leninismus als eine Verschwörungstheorie zu begreifen. Der deutsche Historiker Gerd Koenen etwa argumentiert, Lenins Imperialismustheorie enthalte, ebenso wie die verwandte Stamokap-Theorie, in ihrem Kern die Behauptung, Vertreter von Bank- sowie Industriekapital, die fusioniert hätten, nähmen als so genannte Monopolherren zunehmend Einfluss auf den Staat und seine Entscheidungsstrukturen. Durch geheime Lobbyarbeit, wechselseitigen Personalaustausch zwischen Wirtschaft und Politik sowie institutionalisierte Bündnisse (Sozialpartnerschaft) würden die Monopolherren zunehmend Einfluss auf die Staatsführung gewinnen, um diese schließlich vollständig ihren dubiosen Zwecken zu unterwerfen. Zu diesen Zwecken gehöre auch, den von Marx vorausgesagten tendenziellen Fall der Profitrate durch ökonomische und territoriale Expansion auszugleichen. Dies führe den so agierenden imperialistischen Staat in Konflikte mit anderen imperialistischen Staaten, was nahezu unausweichlich in kriegerische Auseinandersetzungen wie den Ersten Weltkrieg münde.
Damit hätten Lenin und andere Theoretiker, die ihm folgten, unterstellt, dass z. B. der Imperialismus und der durch ihn verursachte Erste Weltkrieg Ergebnisse illegitimer und geheimer Einwirkungen eines vergleichsweise kleinen Personenkreises seien, nämlich der „Agenten des Monopolkapitals“. So sah z. B. die Kommunistische Internationale von 1919 eine internationale, imperialistische Verschwörung des Kapitals:

„Dagegen rüstet sich das Weltkapital zum letzten Kampf. Unter dem Deckmantel des »Völkerbundes« und eines pazifistischen Phrasenschwalls macht es die letzten Anstrengungen, die spontan zerfallenden Teile des kapitalistischen Systems wieder zusammenzukleben und seine Kräfte gegen die immer mehr wachsende proletarische Revolution zu richten. Diese neue ungeheure Verschwörung der Kapitalistenklasse muss das Proletariat mit der Eroberung der politischen Macht beantworten, diese Macht gegen seine Klassenfeinde richten und als Hebel der ökonomischen Umwälzung in Bewegung setzen. […] Nieder mit der imperialistischen Verschwörung des Kapitals!“

Zwar stießen die Versuche, den gesamten Leninismus als Verschwörungstheorie zu beschreiben, in der Forschung kaum auf positives Echo, der Politologe Reinhard Kühnl sieht jedoch in späteren Formen dieser Theorien einzelne verschwörungsideologische Elemente auf der Hand liegen. In den 1970er und 1980er Jahren seien vielfach so genannte Kartell- oder Agenturtheorien diskutiert worden, nach denen der bürgerliche Staat und seine Repräsentanten nichts als Weisungsempfänger von personal auftretenden Vertretern industrieller Interessen seien. Diese – laut Kühnl – schlichte und personalisierende Beschreibung des Verhältnisses zwischen Staat und Kapitalinteressen werde heute auch von den meisten Marxisten abgelehnt, die den Einfluss industrieller Interessen nicht leugnen, ihn aber nicht als die einzige Ursache für die Machtübernahme Hitlers betrachten.
Thomas Haury zählt Manichäismus, Personifizierung und Verschwörungstheorie zum marxistisch-leninistischen Grundmuster. Dies gelte auch für die aktualisierte Nachkriegsvariante des Marxismus-Leninismus, die Zwei-Lager-Theorie. Nach dieser wurden getreu der Dimitroffschen Faschismusdefinition die USA als neue faschistische Weltgefahr gegenüber dem Friedenslager stilisiert und der „Weltimperialismus“ in eine kleine Gruppe von „Weltimperialisten“ und „Finanzkapitalisten“ personifiziert, die die halbe Welt beherrschen. Diese personifizierende Erklärung sei unweigerlich in eine verschwörungstheoretische Weltsicht gemündet, in der von den „Raubtieren“ und „Dollarkönigen“ der Wall Street ständig imperialistische Verschwörungen, „finstere Pläne“ und von langer Hand geplante „mörderische Machenschaften“ ausgingen.
Ein Beispiel für eine solche Agententheorie ist etwa die in der DDR-Geschichtswissenschaft einhellig vertretene Auffassung, vor allem die Großindustrie habe in der Weimarer Republik die NSDAP finanziert und durch direkte Einwirkung auf Entscheidungsträger wie durch die Industrielleneingabe vom November 1932 an die Macht gebracht. Daher sei das personale Handeln der Großindustriellen der wichtigste Faktor, der zu der Übergabe der Macht an die Nationalsozialisten beigetragen habe. Hier wird im Sinne einer Verschwörungsideologie ein zentrales weltgeschichtliches Ereignis auf das zielgerichtete verborgene Wirken einer kleinen Minderheit zurückgeführt. Die Kanzlerschaft Hitlers wird in dieser Auffassung mit einem „monokausalen Kaufakt“ verborgen handelnder Kapitalisten erklärt, die damit angeblich ihre Expansionsinteressen wahren wollten. Andere Faktoren wie die nationalsozialistische Massenbewegung, die Weltwirtschaftskrise, die Folgen des als nationale Schmach empfundenen Versailler Vertrags und der Mangel an genügend entschiedenen Verteidigern der Republik werden demgegenüber ausgeblendet. Die historische Forschung nimmt heute dagegen an, dass der Anteil der Großindustrie an der Finanzierung der NSDAP gering war, unbeschadet der Tatsache, dass sie durchaus aktiv an der Zerstörung der Weimarer Republik mitgewirkt hat. Die Einflussnahme einzelner Großindustrieller wird dabei nicht geleugnet, aber in ein komplexes multifaktorielles Ursachengeflecht aus institutionellen Rahmenbedingungen, ökonomischer Entwicklung, politischer Kultur, sozialem Gefüge und ideologischen Einflüssen eingeordnet.

### Verschwörungstheorien in den USA seit 1945

#### Antikommunismus
Während nach 1945 Verschwörungstheorien in Westeuropa bis in die 1990er Jahre kaum Resonanz erhielten, wurden sie in den USA nach 1945 und noch stärker nach der Ermordung Kennedys 1963 und den Anschlägen vom 11. September 2001 zu einem verbreiteten Erklärungsmuster im kulturellen und politischen Leben und Denken vieler Menschen. Bis in die 1950er Jahre wurden Verschwörungstheorien in antikommunistischer Ausprägung vom Regierungsapparat selbst vertreten, sie gehörten zum offiziellen Mainstream. Das Komitee für unamerikanische Umtriebe unter dem Vorsitz Richard Nixons und das Government Operations Committee von Senator Joseph McCarthy etwa produzierten in den frühen fünfziger Jahren regelrechte Musterbeispiele für Verschwörungstheorien. FBI-Direktor J. Edgar Hoover behauptete 1958, während des amerikanisch-sowjetischen Bündnisses 1941–1945 hätten Kommunisten die Kontrolle zentraler gesellschaftlicher Institutionen in den USA übernommen, so der Massenmedien, der Verwaltung und der Eliteuniversitäten. Es blieb nicht bei diesen Verdächtigungen: Richard Nixon, McCarthy und Hoover verfolgten Kommunisten innerhalb des amerikanischen Establishments und wen sie dafür hielten, verletzten deren Grundrechte und ruinierten Leben und Karriere vieler Unschuldiger. Am 27. April 1961 äußerte der amerikanische Präsident John F. Kennedy vor amerikanischen Zeitungsverlegern:

„Denn uns stellt sich auf der ganzen Welt eine monolithische und rücksichtslose Verschwörung entgegen, die sich vor allem auf versteckte Mittel für den Ausbau ihrer Einflusssphäre verlässt – auf Infiltration statt Invasion, heimliche Umstürze statt Wahlen, Einschüchterung statt Wahlfreiheit, Guerillas in der Nacht statt Armeen am Tage.“

#### Kennedy-Attentat
Auch in der Folge nahm deren Zahl und Verbreitung in den USA nicht ab. Seit 1963 bietet das Attentat auf John F. Kennedy Anlass zu verschiedenen Verschwörungstheorien, die beispielsweise nachzuweisen versuchen, die CIA habe gemeinsam mit der Mafia, Exilkubanern, Vizepräsident Lyndon B. Johnson und Vertretern des militärisch-industriellen Komplexes den Mord an dem Präsidenten zu verantworten. Dahinter stecke ein Staatsstreich, der Kennedys Politik habe stoppen wollen. Manche sehen die Mafia auch als alleinigen Drahtzieher des Attentats, weil die amerikanische Regierung unter Kennedy für die organisierte Kriminalität eine akute Bedrohung dargestellt habe. Eine weitere Version sieht hinter dem Mord das Castro-Regime, das den ständigen Widersacher Kennedy habe beseitigen wollen, dies in Analogie zu den tatsächlichen Attentatsversuchen gegen den kubanischen Anführer.
Dennoch gab es in diesen Jahren einen deutlichen Wandel: Etwa seit Anfang der 1960er Jahre vertritt die amerikanische Regierung keine Verschwörungstheorien mehr. Der amerikanische Politikwissenschaftler Lance deHaven-Smith deutet ein Memo der CIA vom 1. April 1967 als Anweisung, die durch Flüsterpropaganda um sich greifende Kritik am Bericht der Warren-Kommission, die Lee Harvey Oswald als den alleinigen Mörder Kennedys namhaft gemacht hatte, durch Bezeichnung als Verschwörungstheorie unglaubwürdig zu machen. Diese Darstellung wird von anderen Forschern zurückgewiesen, denn das Memo nennt zwar mehrere Argumente, mit denen auf die verbreiteten Zweifel am Warren-Report geantwortet werden könne. Davon, diese als conspiracy theory zu labeln, ist dort aber keine Rede. Vielmehr kommt das Wort im Text nur einmal vor, und das im Plural. Die Behauptung, die CIA habe den Begriff Verschwörungstheorie im Jahr 1967 in manipulativer Absicht „erfunden“, ist selber eine Verschwörungstheorie. Die verbreitete Annahme, dass die Zahl der geäußerten Verschwörungstheorien nach dem Attentat signifikant zugenommen habe, lässt sich empirisch nicht bestätigen.

#### Die Regierung als Verschwörung
Seitdem werden Verschwörungstheorien auch in den USA marginalisiert, was zu einem Wandel ihrer Struktur führte: Nahmen bis dahin alle amerikanischen Verschwörungstheorien an, es gäbe geheime und böswillige Komplotte gegen die USA und ihre Regierung, behaupten die amerikanischen Verschwörungstheoretiker seitdem, dass die Regierung Teil der angenommenen Verschwörung sei. Reale Skandale wie die Veröffentlichung der Pentagon-Papiere, die Watergate- oder die Iran-Contra-Affäre trugen zu diesem Misstrauen bei. Dass Regierung, Wissenschaft und Mainstream-Medien dazu übergegangen waren, Verschwörungstheorien als indiskutabel zu delegitimieren, trug unter deren Anhängern zu der Überzeugung bei, dass Verschwörungstheorien zumindest teilweise der Wahrheit entsprächen, da das Establishment ein Interesse daran habe, ihre Verbreitung zu unterbinden.
Verschwörungstheoretische Verdächtigungen gegen die Regierung sind auch unter der afroamerikanischen Bevölkerung der USA verbreitet: Sie spielten etwa bei den Rassenunruhen in den Vereinigten Staaten in den 1910er Jahren eine zentrale Rolle: Die black community erklärte sich den weit verbreiteten Rassismus, unter dem sie real litt, häufig verschwörungstheoretisch mit bösen Absichten der Weißen, weshalb Gerüchte über Lynchmorde 1917 in East St. Louis oder 1919 in Chicago Aufstände auslösten, die blutig niedergeschlagen wurden. Die genaue Zahl der Todesopfer wurde dann ihrerseits Gegenstand neuer Verschwörungstheorien, weil viele Schwarze die Behörden verdächtigten, zu niedrige Zahlen zu veröffentlichen. Innerhalb afroamerikanischer Gemeinschaften werden oftmals hinter den Morden an Malcolm X und Martin Luther King Geheimdienste oder die Regierung vermutet. Auch die Thesen, dass Schusswaffenmissbrauch, Crackkonsum und AIDS – Phänomene, die bei der afroamerikanischen Bevölkerung überdurchschnittlich verbreitet sind – aus rassistischen Gründen absichtlich in deren Wohngebiete gebracht worden wären, finden hier weite Verbreitung.
In den 1980er Jahren entwickelte sich eine moralische Panik über sexuellen Missbrauch von Kindern, der angeblich massenhaft von satanistischen Sekten begangen wurde (Rituelle Gewalt). Diese Verschwörungstheorie wurde stark vom evangelikalen Anti-Cult-Movement verbreitet. Die entsetzlichen Details über namenlose Kulte, Folter, Menschenopfer und Kannibalismus stammten aus intensiven, oft suggestiven Befragungen kleiner Kinder oder aus Berichten Erwachsener, die in einer Recovered-memory therapy zum Vorschein gekommen waren. Vorher hatten sie keine Erinnerungen an die Vorgänge. Im Mittelpunkt der Verschwörungstheorien standen Techniken der Gehirnwäsche und der Bewusstseinskontrolle, die die angeblichen Täter beherrschen würden. Diese wurden zum Teil auf Menschenversuche der CIA oder der Nazis zurückgeführt. Den satanistischen Tätern wurde unterstellt, sich in etablierten Kirchen zu tarnen und mit der CIA, dem FBI, Washington oder dem militärisch-industriellen Komplex im Bunde zu stehen. Bei polizeilichen Untersuchungen wurden allerdings keine Leichen, Körperflüssigkeiten oder unterirdischen Gänge gefunden, die in den Erzählungen der Patienten eine Rolle gespielt hatten. Anfang der 1990er Jahre gingen die Berichte über satanistischen Missbrauch spürbar zurück: Seitdem sieht man solche Berichte als Produkte einer lebhaften amerikanisch-christlichen Phantasie.
Seit den 1990er Jahren findet die Verschwörungstheorie der „Neuen Weltordnung“ in den USA Anhänger: In der Ideologie der rechtsgerichteten Milizbewegung, einem Konglomerat aus rechtem Libertarismus, christlichem Fundamentalismus und Antisemitismus, wird der Regierung in Washington unterstellt, im Bunde mit der UNO oder den Juden (siehe ZOG), mit anderen übernationalen Mächten oder sogar Außerirdischen daran zu arbeiten, Freiheit und Moral der Bevölkerung zu unterminieren und eine „neue Weltordnung“ errichten zu wollen. Ein erster Schritt dazu sei die Beschränkung des im zweiten Zusatzartikel zur Verfassung jedem Bürger garantierten Rechts, Waffen zu tragen. Anlass zu diesen Befürchtungen bot das Massaker von Waco (Texas) 1993, das durch den Versuch der Bundespolizei ausgelöst wurde, die geltenden Waffengesetze auch bei der kleinen Sekte der Davidianer durchzusetzen.

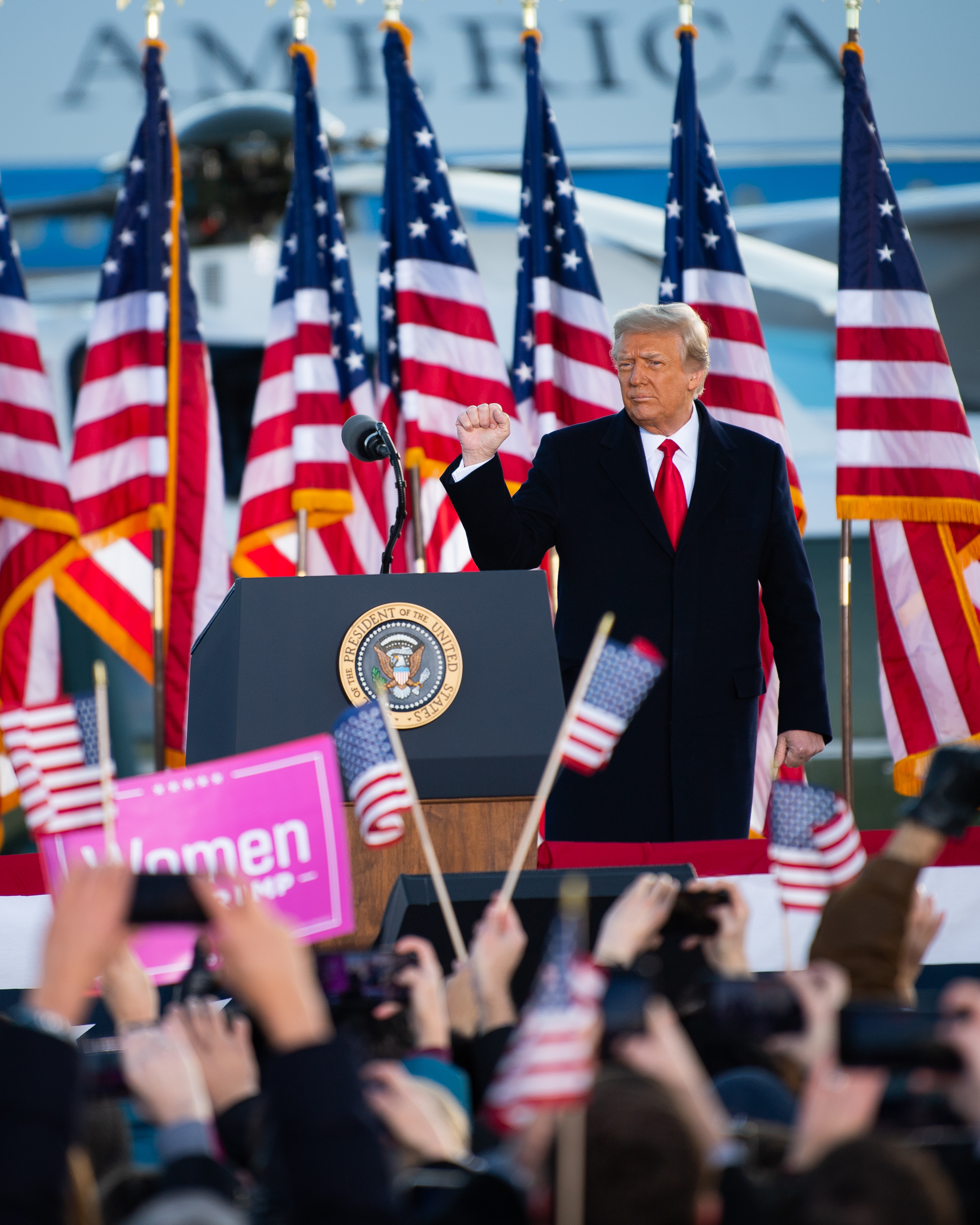
Donald Trump bei seiner Abschiedszeremonie, 20. Januar 2020

Auch im Zuge der Terroranschläge am 11. September 2001 wurden konspirationistische Verdächtigungen gegen die amerikanische Regierung laut. Sie fanden auch in Europa Verbreitung. Demnach sei die Bush-Regierung selbst für die Angriffe auf das World Trade Center und das Pentagon verantwortlich, entweder indem sie sie in vollem Wissen der Pläne der Attentäter geschehen ließ oder indem sie selbst ihre Durchführung befahl. Ziel soll gewesen sein, die amerikanischen Kriegspläne gegen Afghanistan und den Irak umzusetzen und eine unilaterale Dominanz zu etablieren – siehe hierzu Verschwörungstheorien zum 11. September 2001.
Seit 2020 lässt sich im Zusammenhang mit Trumps Behauptung, ihm wäre der Sieg bei der Präsidentschaftswahl gestohlen worden (Big Lie) wieder eine Zunahme von Verschwörungstheorien in der amerikanischen Öffentlichkeit feststellen.

### Verschwörungstheorien in der islamischen Welt heute
Ähnlich wird in den Verschwörungsideologien argumentiert, die seit einigen Jahrzehnten im politischen Diskurs der islamischen Welt florieren. Sie dienen dazu, die ökonomische und politische Schwäche der islamischen Welt im Vergleich zur Stärke des mittelalterlichen Kalifats zu erklären; als Verschwörer fungieren zumeist die USA und Israel. Die Zweite Intifada, die Terroranschläge vom 11. September und vor allem der Irakkrieg haben dazu beigetragen, eine globale muslimische Identität zu verfestigen, die von einer antiwestlichen Grundhaltung begleitet wird. Mangelnde historische Kenntnisse und eine emotionale und einseitige Identifikation im Nahostkonflikt führen dazu, jüdisches Leiden zu verkennen, und werden von Verschwörungstheorien bis zur Holocaustleugnung begleitet.
Hier ist eine Mischung zu beobachten, die sich aus den Verschwörungstheorien zum 11. September, aus teils klassischen, teils antiimperialistisch modernisierten antisemitischen Verschwörungstheorien und aus verschwörungstheoretischen Versuchen zusammensetzt, für die geringen Entwicklungserfolge, die die arabische Welt in den letzten hundert Jahren erzielt hat, einen Sündenbock zu finden. Obwohl diese antisemitischen Verschwörungstheorien an einige judenfeindliche Stellen im Koran anknüpfen können (z. B. Sure 4, Vers 155), werden sie von einigen Islamwissenschaftlern nicht als genuine Frucht des Islam, sondern als Import ursprünglich europäischen Gedankenguts interpretiert. Virulent wurden diese Verschwörungstheorien vor allem seit dem Sechstagekrieg 1967 – spätestens seitdem wird Israel als Agent der imperialistischen USA hingestellt, deren Ziel es sei, eine Weltherrschaft zu errichten und entweder den Islam oder die Besonderheiten der Völker zu vernichten. Die Protokolle der Weisen von Zion sind z. B. integraler Bestandteil der Ziele und Ideologie der Hamas, und 2003 behauptete der malaysische Premierminister Mahathir bin Mohamad auf einer Tagung der Organisation der Islamischen Konferenz, „die Juden“ würden die Welt durch Stellvertreter regieren und hätten zu diesem Zweck den Sozialismus, den Kommunismus, die Demokratie und die Menschenrechte erfunden. Besonders Israel als jüdischer Staat steht seit jeher im Fokus von antisemitischen Verschwörungstheorien, oftmals im Zusammenhang mit Holocaustleugnung, so beispielsweise der Behauptung, Israel hätte den Holocaust erfunden, um die Besetzung der Palästinensergebiete zu legitimieren.
Das Thema Verschwörung wird zwei Mal in der Verfassung der Islamischen Republik Iran erwähnt: einmal in der Präambel, wo die Weiße Revolution von 1963 als amerikanisches Komplott erklärt wird, und später in der Garantie der Rechte nur von denjenigen Nicht-Muslimen, die sich „nicht in Verschwörungen gegen die Islamischen Republik Iran verwickeln lassen“. Hohe Vertreter des Iran, darunter die bisherigen Religionsführer, Ruhollah Chomeini und Ali Chamenei, bekräftigten mehrfach die Feindschaft gegen Israel. Dabei verbreiten iranische Politiker die Verschwörungstheorie, die Juden würden nach der Weltherrschaft streben, wobei sie auf die Protokolle der Weisen von Zion zurückgreifen. So äußerte beispielsweise der damalige Präsident Mahmud Ahmadinedschad am 23. September 2008 in einer Rede vor den Vereinten Nationen:

„Die Würde, die Integrität und die Rechte der amerikanischen und europäischen Völker werden manipuliert durch eine kleine, aber hinterlistige Zahl von Leuten, nämlich die Zionisten. Obwohl sie eine winzige Minderheit darstellen, haben sie einen wichtigen Teil der Finanz- und Währungszentren und auch der politischen Entscheidungszentren einiger europäischer Staaten und der USA in hinterlistiger, komplexer und verstohlener Weise unter ihre Herrschaft gebracht.“

Im Dezember 2005 stellte Ahmadinedschad öffentlich im Zuge eines Konfrontationskurses gegen den Westen die Geschichte des Holocaust in Frage (siehe hierzu Holocaustleugnung). Mehrfach wurden in der Folge ab 2006 sogenannte Holocaust-Konferenzen im Iran abgehalten, mit denen er versuchte, seinen Führungsanspruch auch über die arabischen Staaten zu untermauern.
Laut den amerikanischen Soziologen Martin Orr und Ginna Husting dient die Unterstellung, Verschwörungstheorien anzuhängen, wie sie sich regelmäßig in der amerikanischen Mainstream-Presse findet, dazu, Sorgen in Ländern mit muslimischer Mehrheit gegenüber dem Krieg gegen den Terror pauschal abzutun.

### Esoterische Verschwörungstheorien in Europa heute
Seit den 1990er Jahren werden antisemitische Verschwörungstheorien auch wieder in Europa rezipiert, und zwar in esoterischem Gewand. Der britische ehemalige Sportreporter David Icke verbreitet die Mär, die Welt sei von „reptiloiden“ Außerirdischen unterwandert, die er zum Teil als Juden, zum Teil als Illuminaten darstellt. Dabei zitiert er zustimmend die Protokolle der Weisen von Zion. Icke selbst bestreitet, antisemitisch zu sein, da er ja nicht gegen alle Juden polemisiere, sondern nur gegen die Rothschilds, „eine der notorischsten schwarz-okkulten Blutlinien des mittelalterlichen Europa“. Sie seien auch die geheimen Drahtzieher hinter Hitler gewesen, den sie aufgebaut und bezahlt hätten. Ickes Webseite, auf der er diese und ähnliche Behauptungen verbreitet, wird nach seinen eigenen Angaben mehrere hunderttausend Mal pro Woche angeklickt.
Mit ähnlichen Behauptungen erzielte der deutsche Autor Jan Udo Holey einen Bestseller: In seinem 1993 erschienenen Buch Geheimgesellschaften und ihre Macht im zwanzigsten Jahrhundert, das vornehmlich über esoterische Buchläden vertrieben wurde, behauptet er, Mayer Amschel Rothschild habe 1773 mit zwölf anderen jüdischen Geldgebern den Plan gefasst, bis zum Jahr 2000 den Weg für ihre Weltregierung freizumachen. Er entwirft eine umfassende Verschwörungstheorie, die vom antiken Mesopotamien über den Mythos von den NS-Flugscheiben bis zu einem angeblich bevorstehenden Dritten Weltkrieg reicht und nach der die Juden am Holocaust selbst schuld gewesen seien. Dabei bezieht er sich explizit auf die Protokolle der Weisen von Zion und auf Werke von Holocaustleugnern wie Germar Rudolf. Holeys „esoterische Verklärung des Nationalsozialismus“ unterlag von 1996 bis 2001 auf Beschluss des Landgerichts Mannheim wegen Volksverhetzung der Beschlagnahme.
Diese und ähnliche antisemitische Verschwörungstheorien werden in Europa heute unter anderem von dem Deutschen Jo Conrad und dem Niederländer Robin de Ruiter verbreitet. Das deutsche Bundesamt für Verfassungsschutz sieht die Gefahr, dass an sich unpolitische, zumeist formal höher gebildete Leser durch Rezeption dieser rechtsesoterischen Verschwörungstheorien in Kontakt mit rechtsextremistischem Gedankengut kommen, was perspektivisch zu einer höheren gesellschaftlichen Akzeptanz antisemitischer Ressentiments über die rechtsextremistische Szene hinaus beitragen könne.
Die Frage, wieso esoterisch Interessierte im modernen Europa anfällig für antisemitische Verschwörungstheorien sind, wird in der Forschung unterschiedlich beantwortet. Der Berliner Historiker Wolfgang Wippermann glaubt, die Esoterik biete über den Begriff der Ganzheitlichkeit ein einfaches und zugleich binäres Welterklärungsmodell an: Das Universum werde in einem Zustand quasi natürlicher Stabilität und Harmonie gedacht, die sich aber nur einstelle, wenn sich die Menschen „mit ihrem durch Abstammung, Geschlecht, Klasse und Rasse determinierten Platz“ abfänden. Jedes Ausbrechen aus der angeblich kosmischen Bestimmung werde als Verursachung von Instabilität und Unordnung gedeutet, weswegen es naheliege, Menschen, die diese Ordnung ablehnten und sich außerhalb der Gemeinschaft stellten, zu denunzieren. Die Schweizer Soziologinnen Chantal Magnin und Marianne Rychner nehmen dagegen an, dass sowohl Esoterik als auch Verschwörungstheorie von einem Ohnmachtsgefühl der Rezipienten ausgehen: hier gegenüber den als allmächtig gedachten Verschwörern, dort gegenüber den geheimnisvollen kosmischen Kräften, die die Welt angeblich lenken. Die von der Esoterik empfohlenen magischen Praktiken zur Beeinflussung dieser Kräfte führten aber regelmäßig zu Frustrationserfahrungen, die wiederum zur Akzeptanz verschwörungstheoretischer Erklärungsmodelle beitrügen: „Irgend jemand wird ja wohl dahinterstecken, wenn es einem im täglichen Leben nicht gelingt, die kosmischen Kräfte endlich zu beherrschen, wenn das Schicksal nicht zur Chance werden will.“
Der Theologe Matthias Pöhlmann nennt mehrere strukturelle und inhaltliche Übereinstimmungen von Verschwörungstheorie und Esoterik, darunter einen ausgeprägten Irrationalismus, den Anspruch, über ein „exklusives Überwissen“ zu verfügen, die Suche nach einem tieferen Sinn im Weltgeschehen, ein distanziertes bis misstrauisches Verhältnis zur Welt, eine dualistische Weltsicht und einen Missionsdrang.

### Verschwörungstheorien zu naturwissenschaftlichen Forschungsergebnissen heute
Verschwörungstheorien, die in der westlichen Welt auf Gehör stoßen, betreffen auch die Naturwissenschaften. Kern solcher Verschwörungstheorien ist häufig Wissenschaftsleugnung. Seit den 1980er Jahren ist die Behauptung verbreitet, das HI-Virus, das die Immunschwächekrankheit AIDS auslöst, wäre nicht, wie heute allgemein angenommen, vor mehreren tausend Jahren auf natürlichem Weg in Afrika durch Gen-Austausch zweier Affenviren entstanden, sondern in den 1970er Jahren von Wissenschaftlern in einem amerikanischen Militärlabor künstlich erschaffen worden, um zur biologischen Kriegsführung zu dienen.

#### Impfgegnerschaft
Weitere die Naturwissenschaft betreffende Verschwörungstheorien werden von Impfgegnern vorgebracht. Die Teilnahme an Impfprogrammen ist in den meisten Staaten der westlichen Welt zwar freiwillig, der Staat übt aber einen erheblichen Druck auf die Eltern aus, und die Programme sind für die Impfstoffe produzierenden Firmen lukrativ. Seit einer (bald nach ihrem Erscheinen zurückgezogenen) Studie des britischen Arztes Andrew Wakefield in der Fachzeitschrift The Lancet 1998 wird in Internetforen darüber spekuliert, dass die angeblich erheblichen Gefahren durch Impfungen absichtsvoll verschwiegen würden, um die Profite der Pharmaindustrie nicht zu schmälern. Impfgegner nennen unter anderem Lern- und Entwicklungsstörungen, neurologische Symptome und Autoimmunerkrankungen und namentlich die Ausbildung von Autismus als Impfrisiken. Der amerikanische Impfkritiker Robert Kennedy Jr. führte die Finanzierung von Impfstoffforschung durch die Centers for Disease Control and Prevention, also durch die amerikanische Gesundheitsbehörde, deren Zweck es unter anderem ist, Gesundheitsforschung zu finanzieren, als Indiz dafür an, dass die Forscher mit der amerikanischen Regierung unter einer Decke stecken würden. Diese Behauptungen trugen in signifikanter Weise dazu bei, die Impfbereitschaft zu senken und Kinder wieder verstärkt Infektionskrankheiten auszusetzen, deren Ausrottung heute technisch durchaus möglich wäre.

#### Globale Erwärmung
Weitere Verschwörungstheorien mit Bezug zu den Naturwissenschaften kursieren um die derzeit stattfindende globale Erwärmung. Klimaleugner bestreiten beispielsweise den Klimawandel insgesamt oder dass er menschengemacht ist. Sie unterstellen dabei den Klimaforschern Fälschungen aus verschiedenen spekulativen Motiven: Beispielsweise würden sie mit vermeintlich alarmistischen Forschungsergebnissen – ein vielzitiertes Beispiel ist Michael E. Manns 1999 veröffentlichtes Hockeyschläger-Diagramm – nur ihre eigene Karriere fördern und sich weitere Drittmittel sichern wollen oder hätten eine eigene ökologisch-ideologische Agenda. Beim Hackerzwischenfall am Klimaforschungszentrum der University of East Anglia kamen 2009 über tausend private E-Mails von Klimaforschern an die Öffentlichkeit, in denen scheinbar Herausgeber gedrängt wurden, Aufsätze von „Klimaskeptikern“ nicht zu veröffentlichen, und diskutiert wurde, wie man Daten so darstellen kann, dass sie einer mutmaßlichen Agenda entsprechen würden. Dies gab der Verschwörungstheorie weitere Nahrung, auch wenn später herauskam, dass die veröffentlichten Passagen aus dem Kontext gerissene Zitate waren und mehrere unabhängige Untersuchungsausschüsse festhielten, dass es kein Fehlverhalten von Seiten der Forscher gab. Eine Gruppe australischer und Schweizer Psychologen fand 2013 bei einer Erhebung unter Rezipienten „klimaskeptischer“ Blogs eine deutliche Korrelation zwischen Zweifeln an der globalen Erwärmung, dem Glauben an Verschwörungstheorien (darunter auch an solche ohne naturwissenschaftlichen Bezug) und einem starken Vertrauen in freie Märkte. Der spätere amerikanische Präsident Trump twitterte 2012, das Konzept des Klimawandels wäre „von den und für die Chinesen erfunden, um der Wettbewerbsfähigkeit der Industrie in den USA zu schaden“.

#### COVID-19-Pandemie
Während der COVID-19-Pandemie wurden 2020 zahlreiche Falschinformationen und Verschwörungstheorien verbreitet: So wurde etwa behauptet, Bundesgesundheitsminister Karl Lauterbach und der Virologe Christian Drosten wären Teil einer Verschwörergruppe um den amerikanischen Milliardär Bill Gates, der für die Pandemie verantwortlich gewesen sein soll. Auch wurde behauptet, bei den Impfungen gegen das Virus würde ein Chip implantiert, durch den die Menschen ferngesteuert würden. Vonseiten einzelner Vertreter der Querdenkerbewegung wurde deshalb gefordert, sie wegen „Menschheitsverbrechen“ vor einen „Nürnberger Gerichtshof 2.0“ zu stellen. Ebenfalls verbreitet waren die (sich gegenseitig ausschließenden) Verschwörungserzählungen, die Pandemie sei ein Schwindel, in Wahrheit sei Covid-19 nicht schlimmer als eine normale Grippe, und das Virus sei künstlich von Menschen erzeugt, um die Bevölkerungszahl zu reduzieren. Bei einer Befragung stimmten im Mai 2020 17 % einer von beiden Aussagen zu oder eher zu, 9 % fanden sie sogar beide glaubwürdig.

### Populismus im 21. Jahrhundert
In der wissenschaftlichen Literatur werden seit einiger Zeit Parallelen und Korrelationen zwischen konspirationistischem und aktuellem populistischem Denken festgestellt.
Als Beispiel wird etwa der venezolanische Präsident Hugo Chávez genannt, der 2011 öffentlich den Verdacht aussprach, sowohl seine eigene Krebserkrankung als auch die von Cristina Fernández de Kirchner, von Dilma Rousseff und von Fernando Lugo seien auf Machinationen von interessierter Seite zurückzuführen. In Polen ist unter Anhängern der Regierungspartei Prawo i Sprawiedliwość die Verschwörungstheorie verbreitet, der Flugunfall von Smolensk 2010 vom 10. April 2010, bei dem neben Staatspräsident Lech Kaczyński große Teile der nationalen Elite ums Leben kamen, sei auf einen russischen Anschlag zurückzuführen, was von Ministerpräsident Donald Tusk von der liberalen Bürgerplattform vertuscht worden sei. Von der ungarischen rechtspopulistischen Fidesz-Partei wird die Verschwörungstheorie verbreitet, der ungarisch-amerikanische Milliardär George Soros verfolge mit Hilfe seiner Open-Society-Stiftung und der angeblich von ihm orchestrierten Flüchtlingskrise in Europa ab 2015 den geheimen Plan, die politische Ordnung Ungarns zu destabilisieren. Diese Verschwörungstheorie hat deutlich antisemitische Untertöne. Auch im deutschen Rechtspopulismus ist die Ansicht verbreitet, die Flüchtlingskrise sei das Werk geheimer Eliten, die eine Umvolkung (Großer Austausch) oder eine Zerstörung der Werte des christlichen Abendlandes im Schilde führten. Im Parteiprogramm der Partei Alternative für Deutschland (AfD) werden die „Fehlentwicklungen der letzten Jahrzehnte“ nicht den im Grundgesetz genannten Institutionen und Verfassungsorganen angelastet, sondern einer nicht näher beschriebenen „kleinen, machtvollen politischen Oligarchie“, die in Wahrheit der „heimliche Souverän“ sei. Prominenten AfD-Politikern wie Wolfgang Gedeon, Alice Weidel und Peter Boehringer werden noch deutlichere verschwörungstheoretische Äußerungen zugeschrieben.
Ganz deutlich war die Verwendung von Verschwörungstheorien im Präsidentschaftswahlkampf des republikanischen Kandidaten Donald Trump. Dieser nutzte schon seit Längerem die Verschwörungstheorie der „Birther“, wonach sein Amtsvorgänger Barack Obama in Wahrheit nicht in den USA geboren und somit auch nicht berechtigt sei, das Amt auszuüben. Im Dezember 2015 ließ er sich von dem prominenten Verschwörungstheoretiker Alex Jones interviewen und signalisierte damit seiner Wählerschaft, dass er in dieser Hinsicht keine Berührungsängste hatte. In der Schlussphase des Wahlkampfs behauptete er rundheraus, seine Gegenkandidatin Hillary Clinton habe sich mit internationalen Bankern verschworen, um die amerikanische Souveränität zu zerstören und globalen Finanzkräften, von deren Spenden sie unterstützt werde, Gelegenheit zur Bereicherung zu verschaffen.
Diese Nähe zwischen Populismus und Glaube an heute gängige Verschwörungstheorien wird mit den strukturellen Parallelen zwischen ihnen erklärt: Beide kritisierten die Eliten, beide reduzierten die politische Lage radikal, indem sie nur ganz wenige Akteure annähmen, und beide könnten sowohl rechts als auch links sein. Zwar seien Verschwörungstheorien kein notwendiges Element des populistischen Diskurses, insofern dieser auch ohne Verschwörungstheorien auskomme; es gelinge populistischen Bewegungen aber gut, Verschwörungstheoretiker und Nichtverschwörungstheoretiker zu integrieren. In zwei sozialpsychologischen Studien untersuchten die Politikwissenschaftler Bruno Castanho Silva, Federico Vegetti und Levente Littvay, ob eine Korrelation zwischen populistischen und verschwörungstheoretischen Überzeugungen existiert, und kamen zu dem Ergebnis, dass Populisten in der Tat signifikant dazu neigen, an böswillige globale Verschwörungen zu glauben, in denen kleine Gruppen das Weltgeschehen und den Zugang zu Informationen auf Kosten der Öffentlichkeit kontrollieren. Keine signifikante Korrelation fanden sie zu Verschwörungstheorien, die der eigenen Regierung Verbrechen und Terrorismus vorwerfen. Zu solchen zum Thema körperliche und geistige Gesundheit (Gedankenkontrolle, Impfgegner) fanden sie einen negativen statistischen Zusammenhang. Dies erklären sie damit, dass gesundheitsbezogene Verschwörungstheorien in bessergestellten sozialen Milieus verbreitet sind, die für Populismus weniger anfällig sind. Es erwiesen sich indes nicht alle Merkmale des Populismus mit Verschwörungstheorien korreliert: Die in diesen verbreitete Annahme, die Verschwörer, in diesem Fall die Eliten, wären moralisch böse, wird im Populismus nicht geteilt: Dieser unterstellt den Eliten lediglich, in gieriger und egoistischer Weise ihre – durchaus als rational anerkannten – Interessen durchzusetzen: Hier fehlt die starke moralische Verurteilung der Verschwörer, die sonst in Verschwörungstheorien gängig ist. Eine verschwörungstheoretische Weltsicht ist dagegen ein starker Prädiktor für die populistischen Grundüberzeugungen eines Anti-Elitismus und eines im Sinne einer Volonté générale als einheitlich imaginierten Volkswillens.
Die Politikwissenschaftler Nancy L. Rosenblum und Russell Muirhead argumentieren, dass Donald Trump sowohl populistisch als auch verschwörungsideologisch argumentiere, wenn er sich als Verteidiger des Volkes zum Beispiel gegen illegale Einwanderung und gleichzeitig Opfer von Verschwörungen präsentiere, etwa mit der Behauptung, der National Park Service würde die wahre Zahl der Besucher bei seiner Amtseinführung geheimhalten. Beiden Argumentationsmustern gemeinsam sei die Ablehnung des Pluralismus. Dennoch sehen sie auch grundsätzliche Unterschiede: Der Populismus stelle die angeblich spontan geäußerte, authentische Stimme des Volkes in den Mittelpunkt, während Verschwörungstheoretiker für sich in Anspruch nehmen, sie allein verstünden, was wirklich an False-Flag-Operationen und an Machinationen des „Deep State“ vorgehe. Insofern sähen sie sich als eine neue Elite mit priviliegiertem Zugang zu Geheimwissen. Populismus sei grundsätzlich Argumenten, Belegen und dem gesunden Menschenverstand zugänglich; die neue Verschwörungsideologie, die Rosenblum und Muirhead sehen, präsentiere nicht mehr eine angeblich wahre Gegenerzählung zur offiziellen Version, sondern setze allein auf ständig wiederholte Behauptungen. Insofern gehe es ihm um „Verschwörung ohne die Theorie.“ Daher stelle sie anders als der Populismus einen Angriff auf die repräsentative Demokratie dar.

## Erklärungsansätze
Die Popularität von Verschwörungsideologien unterliegt Schwankungen: In einigen Gesellschaften treten sie über einen gewissen Zeitraum als Massenphänomen auf, in anderen scheinen sie konstantes Merkmal der politischen Kultur zu sein, während wieder andere nur in geringem Maße davon betroffen sind. Wie der historische Überblick gezeigt hat, waren z. B. die Epoche der Französischen Revolution oder Jahre um den Zweiten Weltkrieg herum Zeiten konspirationistischer Hochkonjunktur. Mehrere Erklärungen für diese Phasenwechsel bieten sich an:

### Krisensymptom
Verschwörungsideologien sind gerade dort vertreten, wo sich mehr oder minder große Teile einer Gesellschaft von außen bedroht fühlen. Insofern kann ihr gehäuftes Auftreten als Symptom einer Krise verstanden werden. Das war etwa bei der Pest des Mittelalters genauso der Fall wie im elisabethanischen England, im revolutionären Frankreich des ausgehenden 18. Jahrhunderts, in den 1920er Jahren, als die unerwartete Niederlage im Weltkrieg und der als nationale Schmach verrufene Versailler Vertrag ebenso die Suche nach einem Sündenbock motivierten wie die reale oder perzipierte Bedrohung durch den Bolschewismus, während des Kalten Krieges und in der aktuellen Auseinandersetzung mit dem Dschihadismus. In solchen verunsichernden Zeiten versuchen Menschen die komplexen Strukturen und Prozesse, die die Ursachen ihres Leids darstellen, zu personalisieren und auf die bösen Absichten einiger weniger zurückzuführen.
Die italienische Philosophin Donatella Di Cesare sieht die Ursache für den vermehrt um sich greifenden „Komplottismus“ in einer Überkomplexität der sozialen Welt: In der modernen Demokratie sei die Macht ortlos geworden, das Versprechen, das Volk selbst dürfe regieren, werde allenfalls symbolisch eingelöst und die neoliberale, globalisierte Wirtschaftsordnung mache die Welt vollends prekär und undurchschaubar. Im Bemühen, Ansatzpunkte für politisches Handeln zu finden und Personen namhaft zu machen, die schuld an aktuellen Krisen und Nöten wären, greife man zu einem mythologischen Dispositiv: Die Annahme eines Komplotts reduziere zwar die Komplexität, in ihr zeige sich aber zugleich die Unfähigkeit, nicht nur die Welt zu lesen, sondern auch neue Koordinaten für sie zu entwerfen. Insofern sei der Komplottismus nostalgisch, reaktionär, entpolitisierend und im Kern Ressentiment.
Florian Hessel, Pradeep Chakkarath und Mischa Luy nehmen an, dass die aktuelle Konjunktur von Verschwörungskonstrukten auf ein weitverbreitetes Misstrauen gegenüber den demokratischen Institutionen zurückzuführen sei. Die Gleichzeitigkeit von großer sozialer Ungleichheit und globalen Kommunikationsmöglichkeiten resultiere in dem Wunsch subjekt- oder eigengruppenzentriert Ordnungsvorstellungen durchzusetzen, ohne auf eine überkomplex erscheinende Faktenlage Rücksicht nehmen zu müssen. Die aktuellen Konstrukte seien daher alle kompatibel mit gesellschaftlich virulenten Ressentiments wie Xenophobie, Antisemitismus oder Antifeminismus: Die Autoren nennen rechtsextreme Attentate wie die von Christchurch, von Utøya, von Halle und Hanau, die Verschwörungstheorie vom Großen Austausch zur Grundlage hatten, auf Proteste gegen staatliche Corona-Schutzmaßnahmen und Impfkampagnen und auf die Propaganda gegen die Unterstützung der Ukraine im russischen Angriffskrieg. Insofern widersprechen sie den Ansätzen, Verschwörungstheorien als anthropologische Konstante zu enthistorisieren, sie als Reflex technischer Neuerungen wie der sozialen Medien zu erklären oder wissenssoziologisch wertfrei als eigenständige Form des Wissens zu legitimieren. Für Hessel, Chakkarath und Luy stellen sie vielmehr „ein Symptom wie ein Katalysator einer autoritären Tendenz der Gesamtgesellschaft und des ‚kulturellen Klimas‘“ dar.

### Mythos
Der Mythos als Verarbeitungsform von Wirklichkeit besteht nach Hans Blumenberg darin, im Sinne eines Orientierungswissens das Subjekt einer Geschichte zu finden und zu benennen. Ebendies leisten Verschwörungstheorien: Was geschieht, ist nicht mehr unerklärlich oder dem bloßen Zufall geschuldet, sondern das Ergebnis der zielgerichteten Tätigkeit der präsumptiven Verschwörer. Insofern leisten sie einen Beitrag zur Lebensbewältigung und Orientierung. Sie tun dies auf einem mittleren Niveau zwischen den welterklärenden klassischen Mythen und den stärker auf den Einzelfall bezogenen modernen Sagen, mit denen sie aber strukturell verwandt sind: Anders als der klassische Mythos erheben beide einen expliziten Wahrheitsanspruch und kreisen um Vorurteile und angstauslösende Erfahrungen im Leben einer Gruppe, die durch Einbettung in eine narrative Struktur fasslich und bewältigbar gemacht werden sollen. Wolfgang Wippermann beschreibt das gehäufte Auftreten von Verschwörungstheorien denn auch als „Abkehr von der Aufklärung“, als Rückkehr des Wunder- und Dämonenglaubens, den der Siegeszug rationaler Welterklärungen eigentlich längst überwunden hatte. Norman Cohn vermutet dabei nicht nur phänomenologische Parallelen zu den chiliastischen Bewegungen des Mittelalters, sondern eine gewisse Kontinuität, wobei die alten religiösen Ausdrucksformen durch weltliche ersetzt worden seien.
Der Religionswissenschaftler Stefan Heep deutet Verschwörungstheorien als strukturell verwandt mit einem religiösen Glauben: Beide böten Lebensorientierung durch Letztbegründungen, die jeweils im Transzendenten verankert sei und Verhaltensnormen etabliere. Beide würden es möglich machen, das Numinose und ein Gefühl der Erlösung zu erleben. Sowohl Menschen, die an Verschwörungstheorien, als auch solche, die an eine bevorstehende Endzeit glauben, wie sie die Offenbarung des Johannes beschreibt, würden die Wirklichkeit subjektiv stark verzerrt wahrnehmen: Ihre Bewertung einer konkreten Krisensituation als überaus gravierend führe zu unerträglichen Gefühlen von Ohnmacht und Kontrollverlust. Diese Gefühle würden nämlich ihr narzisstisch überhöhtes Selbstbild bedrohen, was diese Gläubigen um jeden Preis versuchen würden zu verhindern.
Die These, Verschwörungstheorien wurzelten in mythischem oder religiösem Denken, das durch Aufklärung überwunden werde, ist nicht unwidersprochen geblieben. Tatsächlich lässt sich eine Abnahme der Verschwörungstheorien im Lauf der zunehmenden Aufgeklärtheit nicht in allen Gesellschaften finden. Gerade im 18. Jahrhundert, dem Zeitalter der Vernunft, gab es eine deutliche Häufung von Verschwörungstheorien. Ähnliches ist in den USA zu beobachten, einer Gesellschaft mit einem guten, wenn auch inhomogenen Bildungssystem: Hier scheint die Popularität von Verschwörungstheorien seit dem Ende des Zweiten Weltkriegs konstant zu bleiben, wenn nicht sogar zuzunehmen, weswegen 1964 Richard Hofstadter den „paranoiden Stil“ nachgerade als Merkmal für die politische Kultur seines Landes beschrieb. Einen Rückgang der Verschwörungsideologien bei vermehrter Bildung scheint es nicht zu geben.

### „Dialektik der Aufklärung“
Der Zusammenhang zwischen Verschwörungsideologie und Vernunft kann auch umgedreht werden. Verschiedene Wissenschaftler sehen hier eine „Dialektik der Aufklärung“ im Sinne Adornos am Werk: Verschwörungstheorien werden als „das Andere der Vernunft“, als Schattenseite und gleichzeitig Gegenbewegung einer zu schnell sich vollziehenden Modernisierung und Rationalisierung aller gesellschaftlichen Beziehungen gedeutet: Mit der Auflösung aller eindeutigen Sinngebungen mit klarem Wahrheitsanspruch durch die Wissenschaft, mit der zunehmenden Differenzierung und wachsenden Komplexität aller gesellschaftlichen Beziehungen, mit der fortschreitenden existenziellen Verunsicherung des modernen Individuums, dem kein Gottesbezug mehr die Kontingenz seiner Welt erklärt, wachse auch die Neigung zu simplen, narrativen und gemeinschaftsstiftenden Deutungsmodellen. Wenn man nicht mehr alles mit dem Wirken eines allmächtigen Gottes erklären könne, wachse die Neigung, unerfreuliche Phänomene den Machenschaften einer Verschwörergruppe zuzuschreiben, da irgendjemand ja dafür verantwortlich sein muss. Entlastend wirke dabei sowohl der scheinbare Zugewinn an Kenntnissen über die Ursachen der eigenen Malaise als auch die Abwälzung der Verantwortung dafür von sich auf die präsumptiven Verschwörer. Hier werden Verschwörungstheorien ebenfalls als Krisensymptome verstanden, wenn auch in einem weiteren Sinne: Nicht für politische oder wirtschaftliche Krisen, sondern für die „Krise des modernen Subjekts“. Laut dem amerikanischen Historiker Gordon S. Wood wurden Verschwörungstheorien im Zeitalter der Aufklärung eben deswegen so populär, weil man im Zuge der um sich greifenden Säkularisierung nicht mehr an Gott als den Verursacher allen Geschehens glaubte und stattdessen nun alle sozialen Wirkungen mechanistisch auf die entsprechenden Absichten von Menschen zurückführte:

„Da sie als Alternative nur ‚Vorsehung‘ als eine unpersönliche Abstraktion hatten, um systemische Verknüpfungen menschlicher Handlungen zu beschreiben, konnten die aufgeklärtesten Köpfe der Zeit nur zu der Schlussfolgerung kommen, dass regelmäßige Verhaltensmuster die Folgen konzertierten menschlicher Intentionen waren, das heißt, das Ergebnis mehrerer Leute, die zusammengekommen wären, einen gemeinsamen Plan oder eine Verschwörung zu befördern.“

Im 19. Jahrhundert sei das Verschwörungsdenken dann in Folge der sich entwickelnden Theorien des sozialen Lebens zurückgegangen. Dem widerspricht Michael Butter: Verschwörungstheorien seien vielmehr das ganze 19. Jahrhundert hindurch weit verbreitet gewesen und hätten als legitimes Wissen gegolten, wie man etwa an der so genannten Slave-Power-Verschwörungstheorie (siehe hierzu Abraham Lincolns House-Divided-Rede) oder am Kulturkampf im Deutschen Reich sehen könne. Erst im 20. Jahrhundert seien sie von den Sozialwissenschaften zunehmend als delegitimiert und stigmatisiert worden, wobei insbesondere die Studien der Frankfurter Schule zum autoritären Charakter und Karl Poppers Die offene Gesellschaft einflussreich geworden seien. In der Folge habe es zwar weiterhin Verschwörungstheorien gegeben, doch seien sie vom Zentrum des gesellschaftlichen Diskurses an die Ränder gewandert, wie man am konspirationistischen Antikommunismus sehen könne: Dieser war in der McCarthy-Ära in den USA noch mehrheitsfähig, seit den 1960er Jahren werde er nur noch von der rechtsextremistischen John Birch Society verbreitet.
Der niederländische Medienwissenschaftler Stef Aupers sieht die von ihm angenommene Zunahme von Verschwörungstheorien als Folge von Modernisierungsprozessen an, die eine epistemische, ontologische und existenzielle Unsicherheit mit sich brächten: Die moderne Popularisierung der Wissenschaft habe erstens auch deren Grundhaltung, den Skeptizismus, sowie die postmoderne Kritik an Wahrheitsansprüchen popularisiert, die darin lediglich soziale Konstruktionen und kontingente „Große Erzählungen“ erblicke. Die dadurch entstehende Unsicherheit darüber, was eigentlich real ist und was man noch sicher wissen kann, sei sowohl Ursache als auch Folge der verbreiteten conspiracy culture. Die zunehmende Komplexität sozialer Systeme mache diese zweitens immer weniger durchschaubar und für das Individuum immer weniger beeinflussbar. Dessen Fremdbestimmung, wie sie etwa die Kritische Theorie oder Jean Baudrillard mit seiner Simulationstheorie reflektieren, fände ihr Echo in dem verschwörungstheoretischen Glaubenssatz „Nichts ist, wie es scheint.“ Die „Entzauberung der Welt“ (Max Weber) schließlich lasse Sinnbedürfnisse unbefriedigt, da Wissenschaft immer nur feststellen könne, was ist, nicht aber, welche Bedeutung etwas hat. Daher entstünden neue Sinnangebote im New Age, in der Esoterik und eben in Verschwörungstheorien, die Aupers als „Hybrid zwischen Skepsis und Glaube“ beschreibt, als „Religion für Atheisten“: Die Wissenschaftsförmigkeit der Verschwörungstheorie liefere ein Alibi für den „Willen zu glauben“ (“I want to believe” – Akte X – Die unheimlichen Fälle des FBI), dem die durchrationalisierte Welt keine Nahrung mehr liefere.
In diesem Sinne sahen Kulturwissenschaftler wie Jodi Dean, Mark Fenster und Peter Knight Verschwörungstheorien nicht mehr als etwas an, das widerlegt werden müsse, sondern versuchten, sie zu verstehen: Sie bezogen popkulturelle und literarische Verschwörungsfantasien in ihre Analysen mit ein und verstanden den konspirationistischen Diskurs als Versuch, mit den Komplexitäten, Ängsten und Ungleichheiten der modernen Welt umzugehen, also mit Globalisierung, Technisierung, Bürokratisierung, Massenmedien usw. Der niederländische Soziologe Jaron Harambam kritisiert diesen Ansatz, weil er sich ausschließlich auf die verschwörungstheoretischen Texte wie Bücher, Filme, moderne Sagen usw. stützt, statt diejenigen, die sie konsumieren, selbst zu befragen.

### “Conspiracy Theories Are for Losers”
Die amerikanischen Politikwissenschaftler Joseph Uscinski und Joseph M. Parent konstatieren: “Conspiracy Theories Are for Losers” („Verschwörungstheorien sind was für Verlierer“). In einer Inhaltsanalyse der Leserbriefe an die New York Times der Jahrgänge 1890–2010 konnten sie feststellen, dass Verschwörungstheorien in den frühen 1890er Jahren und den frühen 1950er Jahren besonders weit verbreitet waren. Darüber hinaus stellten sie parteipolitische Konjunkturen fest: Wenn ein Republikaner Präsident war, wurden Verschwörungstheorien geäußert, die die Republikanische Partei und große Wirtschaftsunternehmen verdächtigten; war dagegen ein Demokrat Präsident, richteten sich die Verschwörungstheorien gegen dessen Partei und angebliche sozialistische Verschwörungen. In Kriegszeiten und während des Kalten Krieges nahmen sie Feinde im Ausland stärker in den Blick als in Friedenszeiten. In diesem Sinne fungierten Verschwörungstheorien als Frühwarnsysteme verletzlicher Gruppen und halfen dabei, angesichts einer Bedrohung kollektives Handeln zu initiieren. In dem Moment, wo dies Handeln zu Erfolg geführt hatte, gingen sie deutlich zurück.

### Internet
Das Internet wird als eine Ursache für das zunehmende Auftreten von Verschwörungstheorien angesehen, an das manche Forscher glauben. Als Ursache wird genannt, dass die sozialen Medien den Kontakt zwischen Menschen mit Ansichten außerhalb des Mainstreams erleichtern, dass sie eine anonyme Verbreitung großer Mengen von Informationen erlauben und dass das Internet die Möglichkeit bietet, Zusammenhänge zwischen anscheinend nicht zusammenhängenden Sachverhalten herzustellen. Weil Letzteres eben genau die Eigenschaft von Verschwörungstheorien sei, formuliert die amerikanische Anthropologin Kathleen Stewart zugespitzt: „Das Internet wurde für Verschwörungstheorien erfunden: Es ist eine Verschwörungstheorie.“ Die Anschläge vom 11. September 2001 trugen dazu bei, das Internet zu einem wichtigen Medium der Nachrichten- und Informationsbeschaffung zu machen, und damit auch zur Verbreitung der einschlägigen Verschwörungstheorien. „Google WTC 7“ war ein Slogan des 9/11 Truth Movement. Unabhängig vom Filter der etablierten Medien sollten Interessierte sich mit Hilfe der Google-Suchmaschine ein eigenes Bild machen. Bald gerieten aber wichtige Webseiten wie Google und namentlich die Wikipedia in die Kritik, weil sie sich als neue Gatekeeper gegen die ungebremste Verbreitung alternativer Erklärungen erwiesen.
Gegen die These, das Internet würde Verschwörungstheorien begünstigen, wendet der australische Philosoph Steve Clark ein, dass es lediglich bei deren Verbreitung helfe, nicht aber bei ihrer Entwicklung. Zudem könne es Verschwörungstheorien auch begrenzen, da kritische Stimmen sie sofort widerlegen könnten. Joseph Uscinski macht darauf aufmerksam, dass verschwörungstheoretische Webseiten nicht die meistbesuchten seien, eher im Gegenteil. Im Internet hätten Verschwörungstheorien einen schlechten Ruf. Es gebe keinen Beleg dafür, dass seit Erfindung des Internet die Neigung, an Verschwörungstheorien zu glauben, gestiegen sei.
Michael Butter schließlich gibt zu bedenken, dass auch in Internetzeiten Verschwörungstheorien noch lange nicht den Status als Mainstream-Wissen wiedererlangt hätten, den sie bis in die 1960er Jahre hinein hatten. Es lasse sich vielmehr eine Fragmentierung der Öffentlichkeit konstatieren: Im deutschsprachigen Raum hätten Verschwörungstheoretiker mit digitalen Plattformen wie KenFM, telepolis oder den NachDenkSeiten eine Gegenöffentlichkeit etabliert, die die verschwörungstheoretischen Diskurse für den Mainstream erst sichtbar machten. Wichtige verschwörungstheoretische Medien wie die rechtspopulistische Zeitschrift Compact oder die Publikationen des Kopp Verlages würden weiterhin vor allem in gedruckter Form verbreitet.

### Psychologie

#### Psychopathologie
Verschwörungstheorien ähneln strukturell der Paranoia, einer psychischen Störung, bei der die davon Betroffenen wahnhaft Verfolgungen und Verschwörungen gegen die eigene Person wahrnehmen. In beiden Fällen sind Misstrauen und Verdächtigungen ins Unrealistische gesteigert, in beiden Fällen folgt daraus eine ängstlich-aggressive Haltung gegenüber der als bedrohlich wahrgenommenen Umwelt. Richard Hofstadter zum Beispiel pathologisiert die Neigung zu Verschwörungsfantasie, auch wenn er betont, den Begriff Paranoia nicht im klinischen Sinne zu verwenden; verschiedene Wissenschaftler interpretieren die in totalitären Systemen verbreiteten Verschwörungstheorien als direkten Ausfluss der Paranoia ihrer Diktatoren. Diesem Ansatz widerspricht Rudolf Jaworski, da eine Verschwörungstheorie, um massenwirksam zu sein, stärkere Bezüge zur äußeren Wirklichkeit behalten müsse als ein individueller Wahn; sie sei auch auf Kommunikation und propagandistische Weiterverbreitung angelegt, während Wahnpatienten ihre Imaginationen möglichst lange für sich behielten; schließlich verkenne diese Deutung auch den instrumentellen Charakter von Verschwörungstheorien, die oft auch wider besseres Wissen verbreitet würden, um bestimmte Ziele zu erreichen. Der deutsche Psychiater Manfred Spitzer verweist auf Statistiken, nach denen etwa die Hälfte der Bevölkerung der Vereinigten Staaten an mindestens eine Verschwörungstheorie glaube. Sie alle als psychisch krank zu beschreiben, sei weder sinnvoll noch zielführend; vielmehr gehöre der Glaube an Verschwörungstheorien zum ganz normalen „Arsenal menschlicher Weltverhältnisse“, wenngleich die psychologischen und neurobiologischen Mechanismen, auf denen er beruhe, denen des Wahns strukturell verwandt seien. Verschwörungstheorien galten bis weit ins 20. Jahrhundert hinein als legitimes Wissen, das von der Mehrheit geteilt wurde. Dies spricht nach Ansicht von Carolin Mischer dagegen, sie als Ausfluss einer psychischen Störung anzusehen.

#### Tiefenpsychologie
Tiefenpsychologisch lassen sich Verschwörungstheorien als Projektionen erklären: Den angeblichen Verschwörern werden Persönlichkeitsmerkmale unterstellt, die das sie rezipierende Individuum bei sich selbst ablehnt oder über die es nicht verfügt: Sie werden als skrupellos, grausam, egoistisch, außergewöhnlich intelligent und von einer bisweilen nachgerade gottgleichen Machtfülle dargestellt. Die damit einhergehende Dämonisierung ist zur Erklärung des Phänomens, dem die Verschwörungstheorie dienen soll, oft überflüssig; sie erfüllt weniger historische als psychologische Bedürfnisse. Verschwörungstheorien sagen in dieser Interpretation also vor allem etwas aus über die Fehler und die Wünsche ihrer Autoren und Leser.
Die beiden Psychoanalytiker Jakob Johann Müller und Cécile Loetz betonten 2021 die Bedeutung der Ich-stabilisierenden Wirkung von Verschwörungstheorien. Um diese Wirkung zu erzielen, würden Verschwörungstheorien verschiedene psychische Funktionen bedienen: Sie würden Komplexität reduzieren und Ungewissheit beseitigen, würden helfen, schmerzhafte Gefühle wie Angst, Neid und Aggression abzuwehren, würden der Projektion dienen und den Narzissmus befriedigen sowie schließlich Identität stiften. Ihre Kraft bezögen sie aus Affekten, weshalb sie gegen Argumente immun seinen. Als kollektives Phänomen seien sie „ein Symptom […], das auch etwas über den Zustand der Gesellschaft aussagt“: Aktuell betreffe dies den verbreiteten Eindruck, die Macht werde zunehmend diffus, Bedrohungen lauerten überall, bisherige Ordnungsprinzipien brächen ein und die Gesellschaft desintegriere zunehmend.

#### Sozialpsychologie
Seit den 1990er Jahren suchen Sozialpsychologen nach Faktoren, die eine Neigung zu Verschwörungsdenken individuell begünstigen oder verursachen. Diskutiert werden hierbei Denkfehler, Persönlichkeitsmerkmale und psychologische Bedingungen. Den Anfang machte 1994 der amerikanische Soziologe Ted Goertzel, der zeigte, dass der Glaube an eine Verschwörungstheorie die Neigung erhöht, auch weitere als plausibel einzustufen: Er korreliere mit einer Neigung zu Misstrauen gegenüber staatlichen Institutionen und im zwischenmenschlichen Umfeld, mit Unsicherheit in Hinblick auf den Arbeitsplatz und mit der ethnischen Herkunft. Menschen, die ihre Lebenssituation als ungerecht empfanden und sich von der Politik allein gelassen fühlten, glaubten signifikant häufiger an Verschwörungstheorien, ebenso Afro- und Hispanoamerikaner, was der Autor mit ihrem Status als ethnische Minderheiten in Verbindung bringt. Jüngere Menschen glaubten im Vergleich zu älteren im Durchschnitt häufiger an Verschwörungstheorien. Hinsichtlich Bildungsstand, Geschlecht oder Berufsfeld konnten nur wenige statistisch signifikante Resultate festgestellt werden. Verschwörungstheorien, die bestimmte Volksgruppen in besonderer Weise betrafen, erreichten unter deren Angehörigen eine höhere Zustimmung: Afroamerikaner stimmten etwa überproportional häufig Behauptungen zu, wonach die Regierung in Washington in den Städten absichtlich Drogen in Umlauf gebracht, das HI-Virus absichtlich unter Schwarzen verbreitet hätte und in die Ermordung Martin Luther Kings verwickelt wäre. Diese Beobachtung deckte sich mit den Ergebnissen einer früheren Umfrage unter afroamerikanischen Kirchenmitgliedern.
Laut den amerikanischen Psychologen Jennifer Whitson und Adam Galinsky sind psychisch gesunde Personen, wenn sie glauben, keine Kontrolle über die Situation zu haben, in der sie sich befinden – also Personen mit einer situativ bedingt niedrigen Selbstwirksamkeitserwartung –, anfälliger für Verschwörungstheorien und Aberglauben. Sie tendieren dann dazu, überall Muster und Verbindungen zu sehen – selbst dort, wo es gar keine gibt – oder abergläubische Rituale mit einer Situation zu assoziieren. Suggeriert man Menschen, dass sie die Kontrolle über eine Situation verloren haben, so suchen sie auch im scheinbaren Chaos nach Halt. Ein Verlust der Kontrolle wird von der Psyche als extrem starke Bedrohung wahrgenommen. Der starke Versuch, sie wiederherzustellen, kann auch die Wahrnehmung der Realität beeinflussen; man erzeugt sich mit Hilfe von „mentaler Gymnastik“ eine imaginäre Ordnung. Eine Möglichkeit ist, nach Strukturen zu suchen, um die Situation besser verstehen und zukünftige Entwicklungen vorhersagen zu können. Man sucht nach Mustern – und wenn es keine gibt, baut man durch Sinnestäuschungen welche ein. Man sieht Muster und Verbindungen, welche intersubjektiv bzw. objektiv nicht existieren. Um auszuschließen, dass es sich bei den Versuchspersonen um generell verunsicherte Menschen handelte, die unabhängig vom Kontext ordnende Strukturen suchen, suggerierte man ihnen Sicherheit. Dann unterschieden sich die Ergebnisse nicht mehr von denen anderer Versuchspersonen. Bei Kontrollverlust werden auch angebotene einfache Zusammenhänge und Lösungen dankbar angenommen.
Kontrollverlust steht oft auch in Verbindung mit Gefühlen der Angst, Unsicherheit oder anderen Formen des negativen Affekts. In Zeiten, in denen Menschen vermehrt solche negativen Gefühle verspüren, sind sie anfälliger dafür, an Verschwörungstheorien zu glauben. Da Verschwörungstheorien einfache und simple Erklärungen für komplexe Themen darstellen, können sie im Zusammenhang mit negativem Affekt besonders attraktiv wirken. Verschwörungsglaube entsteht demnach in der Hoffnung, die negativen Gefühle zu lindern; jedoch hat dies keine förderlichen Konsequenzen für Angst, Unsicherheit und das Gefühl von Bedrohung. Der Glaube an Verschwörungstheorien kann durch Rumination – ein wiederholtes, kreisendes Nachdenken über belastende Themen – beeinflusst werden. Rumination zeichnet sich durch einen starken Fokus auf negative Gedanken aus, wird von Watkins und Roberts (2020) auch als „emotionaler Verstärker“ beschrieben und führt zu einer Intensivierung und Aufrechterhaltung der negativen Gefühle. Bei Rumination handelt es sich um eine Art der dysfunktionalen Emotionsregulation. Der Zusammenhang lässt sich wie folgt erklären: Dysfunktionale Emotionsregulation führt zu negativen Gefühlen, welche wiederum den Glauben an Bedrohung fördern. Die dysfunktionale Emotionsregulation trägt dazu bei, Verschwörungsglauben anzunehmen.
Neben einer solchen geringen Selbstwirksamkeit und der Wahrnehmung, keine Kontrolle über relevante Entwicklungen zu haben, erwies sich in den Untersuchungen der amerikanischen Politikwissenschaftler Joseph E. Uscinski und Joseph M. Parent der Bildungsgrad als signifikanter Faktor bei der Wahrscheinlichkeit, an Verschwörungstheorien zu glauben: Während etwa 40 % der Probanden ohne High-School-Abschluss eine hohe Neigung dazu aufwiesen, an Verschwörungstheorien zu glauben, war der entsprechende Anteil von Personen mit einem Hochschulabschluss (Postgraduates) deutlich unter 30 %.
Auch der deutsche Psychologe Sebastian Bartoschek kommt zu dem Ergebnis, dass vor allem Frauen aus niedrigen Bildungsschichten zu verschwörungstheoretischen Erklärungen neigen. Michael Butter dagegen gibt an, dass der Glaube an Verschwörungstheorien am häufigsten bei (weißen) Männern über vierzig vorkomme. Die britischen klinischen Psychologen Daniel Freeman und Richard P. Bentall fanden in einer Studie 2017 heraus, dass der typische Verschwörungstheoretiker männlich ist, unverheiratet, mit geringer formaler Bildung und niedrigem Einkommen oder arbeitslos, Angehöriger einer ethnischen Minderheit und ohne ein stabiles soziales Netzwerk. Die Wahrnehmung einer geringen sozialen Teilhabe trägt auch nach einer Studie der amerikanischen Psychologen Alin Coman und Damaris Gräupner zu einer Verschwörungmentalität bei. Laut Götz-Votteler und Hespers ist die Frage nach den soziodemografischen Merkmalen, die mit Konspirationismus korrelieren, insgesamt aber noch ungeklärt. Konsens bestehe nur darüber, dass Menschen mit politisch oder religiös extremistischen Ansicht signifikant auch zum Glauben an Verschwörungstheorien neigen. Laut Joseph Uscinski ist die Neigung, an Verschwörungstheorien zu glauben, und deren Bizarrheit unter Linken und Rechten gleich. Die Anhänger der beiden großen Parteien in den USA und in Großbritannien zeigten darin keine signifikanten Unterschiede. Deutlich größer sei die Neigung zu Verschwörungsdenken dagegen bei den Anhängern kleinerer Parteien wie der UK Independence Party.
Der britische Sozialpsychologe Viren Swami und sein Team veröffentlichten 2014 eine Studie, wonach eine Verbesserung des analytischen Denkens (im Gegensatz zu intuitivem Denken) durch ein vorhergehendes entsprechendes Training die Bereitschaft reduziere, Verschwörungstheorien zu glauben. Der Philosoph Marco Meyer dagegen meint, die Neigung, an Verschwörungstheorien und andere Fehlinformationen im Zusammenhang mit der COVID-19-Pandemie zu glauben, sei durch bestimmte Charaktereigenschaften bestimmt, die den Erwerb von Wissen behindern könnten. Zu diesen „epistemischen Lastern“ rechnet er Gleichgültigkeit gegenüber der Wahrheit und Starrheit bezüglich der eigenen Glaubensgrundsätze.
Nach einer 2011 veröffentlichten Untersuchung der Psychologen Michael J. Wood und Karen M. Douglas der University of Kent glauben Menschen, die an eine Verschwörungstheorie glauben, mit erhöhter Wahrscheinlichkeit auch an andere, wobei deren Inhalt weniger wichtig ist als die Tatsache, dass es sich eben um eine Verschwörungstheorie handelt: So war bei den untersuchten Probanden, die glaubten, Osama bin Laden wäre noch am Leben, seine spektakuläre Tötung durch amerikanische Navy SEALs 2011 also nur vorgetäuscht, die Wahrscheinlichkeit hoch, dass sie ebenfalls daran glaubten, er wäre bereits vor deren Einsatz tot gewesen. In ähnlicher Weise ließ sich eine Korrelation zwischen der Annahme, Diana, Princess of Wales wäre 1997 vom britischen Geheimdienst ermordet worden, und der, sie habe ihren Tod nur vorgetäuscht und lebe noch, aufzeigen. Dass beide Annahmen sich jeweils gegenseitig logisch ausschließen, spielte für die Probanden eine allenfalls untergeordnete Rolle.
Dies erklären Wood und Douglas mit einer „konspirationistischen Weltsicht“, die sich weniger im positiven Glauben an die Inhalte bestimmter verschwörungstheoretischer Narrative zeige als im Zweifel und Misstrauen gegenüber der „offiziellen“ Version. Ihre statistische (psychometrische) Untersuchung von über 2000 Onlinekommentaren zum Thema der Terrorangriffe vom 11. September 2001 auf britischen und amerikanischen News-Webseiten ergab, dass Benutzer, die der konventionellen Erklärung zuneigten, eher für diese argumentierten, als die Argumente der Verschwörungstheoretiker zu widerlegen; wer dagegen glaubte, die Angriffe seien das Ergebnis einer Verschwörung der amerikanischen Regierung, der Illuminati oder anderer, für den galt umgekehrt, dass er eher gegen die offizielle Version argumentierte als für ein geschlossenes Alternativnarrativ. In Aufnahme eines Begriffs des amerikanischen Neurologen Steven Novella beschreiben Wood und Douglas dieses Vorgehen als „anomaly hunting“, als „Jagd nach Anomalien“: Dabei werde aus nicht erklärten Befunden der Trugschluss gezogen, sie ließen sich überhaupt nicht erklären und würden zu einer Widerlegung der offiziellen Version zwingen. Diese Benutzer hätten zudem weniger aggressiv argumentiert, häufiger auf andere Verschwörungstheorien rekurriert und den Terminus Verschwörungstheorie für sich als stigmatisierend abgelehnt.
2017 revidierte Douglas ihre These von der konspirationistischen Weltsicht. Nun glaubt sie, dass Menschen verschwörungstheoretische Erklärungen präferieren, wenn sie ihnen epistemische, existenzielle und soziale Vorteile bieten. So wirkten Verschwörungstheorien insbesondere auf Menschen attraktiv, die ein verstärktes epistemisches Bedürfnis nach Genauigkeit und Sinn hätten, die aber durch Kompetenzmangel oder andere Probleme daran gehindert würden, dieses auf rationalerem Weg zu befriedigen. Existenziell würden Verschwörungstheorien denen, die an sich glauben, erlauben, Ängste und die Wahrnehmung eigener Machtlosigkeit zu kompensieren. Die sozialen Vorteile bezögen sich auf das Bedürfnis aller Menschen, ein positives Selbstbild aufrechtzuerhalten. Der Glaube an Verschwörungstheorien erlaube ihnen, sich im Besitz exklusiven Insiderwissens zu wähnen und andere narzisstische Bedürfnisse zu befriedigen. Auch das Bewusstsein, einer unterprivilegierten oder bedrohten Gruppierung anzugehören, ob es nun eine Volksgruppe, eine Partei oder eine Religionsgemeinschaft sei, erhöhe die Wahrscheinlichkeit, an Verschwörungstheorien zu glauben. Dies erkläre ihr vermehrtes Vorkommen unter Afroamerikanern und Muslimen. Laut Michael Butter erhöht nicht nur die eigene Machtlosigkeit, sondern schon die Befürchtung, an Einfluss zu verlieren, die Neigung, an Verschwörungstheorien zu glauben. Darauf würde der durchaus abgesicherte Status von AfD-Wählern hindeuten.
Laut Übersichtsarbeiten (Metaanalysen) hängt der Glaube an Verschwörungstheorien mit dem Glauben an Pseudowissenschaft, paranoidem Denken, Schizotypie, Narzissmus und in geringerem Ausmaß mit Religiosität zusammen. Außerdem gibt es einen schwachen negativen Zusammenhang mit kognitiven Fähigkeiten. In zwei Übersichtsarbeiten gab es nur vernachlässigbare Zusammenhänge mit den fünf Persönlichkeitsfaktoren (Big Five).
Der Psychologe Roland Imhoff ist der Ansicht, dass Verschwörungsnarrative das menschliche Bedürfnis nach Einzigartigkeit befriedigen. Menschen wollten einerseits dazugehören, andererseits jedoch auch nicht in einer anonymen Masse aufgehen. Verschwörungsnarrative böten vermeintlich exklusives Wissen, weshalb Menschen mit einem erhöhten Bedürfnis nach Einzigartigkeit auch entsprechenden Narrativen eher zustimmten. Am Beispiel der Protokolle der Weisen von Zion, eines auf Fälschungen basierenden antisemitischen Pamphlets, das immer wieder mit aktuellen Ereignissen verknüpft werde, zeigt Imhoff zudem auf, dass Verschwörungserzählungen „von dem vagen Gefühl der Vertrautheit profitieren [können], wenn sie Referenzen zu solchen Schwergewichten der Verschwörungsmythen wie den Protokollen einbauen“. Die Glaubwürdigkeit steige, weil die Rezipienten davon bereits gehört hätten und die Scheinreferenz als Beleg akzeptierten. Verschwörungserzählungen würden so „ein selbstreferenzielles System“.

## Wissenssoziologie
Nach Andreas Anton sind Verschwörungstheorien „eine spezielle Formkategorie sozialen Wissens“, „in deren Zentrum Erklärungs- oder Deutungsmodelle stehen, welche aktuelle oder historische Ereignisse, kollektive Erfahrungen oder die Entwicklung einer Gesellschaft insgesamt als Folge einer Verschwörung interpretieren.“ Auf dieser Definition aufbauend, besteht entsprechend der wissenssoziologischen Perspektive von Andreas Anton, Michael Schetsche und Michael Walter die wichtigste Funktion von Verschwörungstheorien darin, „Ereignisse oder Prozesse, die sich ansonsten nur schwer einordnen ließen, sinnhaft zu deuten, sodass sie sich in bestehende Weltbilder, Sinnstrukturen oder ein bestimmtes Hintergrundwissen integrieren lassen“. Das Verschwörungsdenken der Moderne wird nach Anton, Schetsche und Walter durch fünf interdependente Faktoren wesentlich beeinflusst: Zunächst einmal müsse ein kulturelles Wissen über die Existenz realer Verschwörungen vorhanden sein; damit zusammenhängend müsse Misstrauen gegenüber den gesellschaftlichen, wirtschaftlichen und militärischen Machteliten vorhanden sein, etwa durch Kenntnisse über deren Verwicklung in illegale Machenschaften – als Beispiel nennen sie die „Gladio-Affäre“; drittens müsse ein starker Wunsch nach Erklärung für ein unerwartetes Ereignis in der Gesellschaft vorhanden sein, der durch die offizielle Erklärung nicht befriedigt werde; viertens müsse es ein die individuelle Verantwortung für ein Ereignis oder gesellschaftliche Fehlentwicklungen betreffendes Entlastungsbedürfnis geben: Wer unterstellt, dass die wahren Entscheidungen ohnehin nur in einem kleinen, unbeeinflussbaren Zirkel von Verschwörern fielen, brauche sich keine Vorwürfe zu machen, gegebenenfalls die falsche Partei gewählt zu haben; schließlich sei die Möglichkeit notwendig, solche heterodoxen Deutungen massenhaft und ungehindert zu verbreiten, etwa über das Internet. Anton, Schetsche und Walter begrüßen dieses Medium als Ermöglichung einer „ergebnisoffenen Konkurrenz zwischen orthodoxen und heterodoxen Wissensbeständen und Wirklichkeitskonzepten (einschließlich Verschwörungstheorien)“.
Auch Michael Butter geht davon aus, dass Verschwörungstheorien als heterodoxes Wissen gälten. Von den 1960er Jahren an hätten sie keinen Platz im Mainstream gefunden, seien ausgegrenzt und stigmatisiert worden, sodass Anhänger von Verschwörungstheorien Schwierigkeiten gehabt hätten, konspirologische Texte und Gleichgesinnte zu finden und ihre Theorien zu veröffentlichen. Dies habe sich seit etwa den 2010er Jahren durch Internet und soziale Medien deutlich geändert. Eine regelrechte Gegenöffentlichkeit von alternativen Medien wie KenFM, Telepolis, den NachDenkSeiten, Rubikon oder dem Schweizer Infosperber habe sich gebildet, die sich explizit gegen die traditionellen Qualitätsmedien und den öffentlich-rechtlichen Rundfunk positionierten und dabei die Verschwörungstheorie von der „Lügenpresse“ bedienten. Da dies im Internet für jedermann wahrnehmbar sei, reagiere die traditionelle Öffentlichkeit mit großer Besorgnis über die Zunahme von Verschwörungstheorien und deren Gefahr, während die Alternativmedien dies mit analoger Besorgnis als Verschwörung und Versuch, sie auszugrenzen und mundtot zu machen, wahrnähmen: Zwei Filterblasen stießen aufeinander, woraus sich eine „Spirale der Erregung“ ergebe: Die Fragmentierung des gesellschaftlichen Diskursraums führe dazu, dass man zunehmend gereizt über- und gegeneinander kommuniziere, aber „nicht miteinander über die Grenzen der beiden Öffentlichkeiten hinweg“.
Der Linguist Clemens Knobloch vertritt die Ansicht, dass der Begriff Verschwörungstheorie in der politischen und medialen Kommunikation der Gegenwart keine analytische Funktion habe, sondern zur Stigmatisierung so markierter Positionen und derer diene, die sie vertreten: „Mit einem Anhänger von Verschwörungstheorien diskutiert man nicht, das braucht man nicht, und es lohnt sich auch nicht. Er ist ja per definitionem beratungsresistent und lernunwillig bzw. lernunfähig“. Das Wort werde benutzt, um ihn vom Diskurs auszuschließen, die Qualitätsmedien benutzten es im Sinne einer Publikumsbeschimpfung in Reaktion auf den Hegemonieverlust, den sie aufgrund ihrer, wie Knobloch meint, vorhersehbaren und zu wenig dissidenten Kommentierungen erlitten. Dies drohe aber entgegengesetzte Wirkungen auszulösen, da der Vorwurf, man verbreite oder glaube an Verschwörungstheorien, das Publikum pauschal für unreif und diskursunfähig abstemple. Im Anschluss daran moniert der Linguist Friedemann Vogel den Sprachgebrauch in der Online-Enzyklopädie Wikipedia: Von Ausnahmen abgesehen würden die Ausdrücke Verschwörungstheorie und Verschwörungstheoretiker in der dortigen Binnenkommunikation genutzt, um Positionen, die „nicht mit dem Common Ground der jeweiligen Ingroup konformgehen“, zu stigmatisieren. Dies sei verbunden mit einer „Disziplinierung des Sagbaren“ nach innen und außen, wobei der Vorwurf keiner weiteren Spezifizierung bedürfe. Wer eine solche Position nur aufrufe, schlimmer noch, wer sie zu relativieren versuche, laufe Gefahr, gesperrt zu werden. Diese Verwendung des Ausdrucks als Teil einer Machtkommunikation könne dazu führen, dass, wer ihn verwende, als politischer Akteur wahrgenommen und behandelt werde.

## Verschwörungstheorien und Gewalt
Der historische Überblick über die Konjunkturen der Verschwörungsideologien zeigt die immense Gewaltbereitschaft, die mit diesem Denken oft einhergeht: Auf die angebliche Entlarvung vermeintlicher Verschwörer und Volksfeinde folgte nur allzu häufig deren Eliminierung. Typisch für Verschwörungstheorien ist, dass sie sich oft gegen soziale Randgruppen wie die Juden im Mittelalter richten. Auch der Völkermord an den Armeniern lässt sich mit einer Verschwörungstheorie erklären: Aufgrund der Erfahrungen des Griechischen Unabhängigkeitskrieges (1821–1829), als eine christliche Minderheit sich gewaltsam mit Hilfe von Großbritannien aus dem Osmanischen Reich gelöst hatte, fürchtete die jungtürkische Regierung im Jahre 1915 Ähnliches: Sie vermutete, die christlichen Armenier stünden insgeheim mit Russland, das schon lange Interesse an der Kontrolle der Meerengen besaß, im Bunde. Daher schalteten sie mit Massakern und Todesmärschen in die mesopotamische Wüste diese vermeintliche fünfte Kolonne des Kriegsgegners aus.
Doch Gewalt ist nicht nur die Folge staatlicher Verschwörungstheorien „von oben“: In den beiden großen Freiheitskämpfen des 18. Jahrhunderts spielen Verschwörungstheorien „von unten“ für die Motivation der Revolutionäre eine nicht zu unterschätzende Rolle. Von George Washington etwa ist bekannt, dass er hinter dem konfliktträchtigen Handeln der britischen Regierung, das zum Amerikanischen Unabhängigkeitskrieg führte, eine Verschwörung witterte: 1774 behauptete er, die Briten folgten „einem regulären, systematischen Plan […], uns zu zahmen, gemeinen Sklaven zu machen“. Die Besteuerung der Kolonisten ohne ihre Repräsentation im Parlament erschien ihm nicht als rationale Verfolgung britischer Interessen, die nur eben den seinen widersprachen und die politisch, das heißt durch Verhandlung und Kompromiss, zu regeln wären, sondern als absichtliche und vor den Amerikanern lange geheim gehaltene Böswilligkeit, die es zu bekämpfen gelte – eine Interpretation, die den Kämpfern für die Unabhängigkeit gewiss mehr Anhänger zuführte, als wenn er sie rein rational dargestellt hätte. Daniel Pipes verweist auf den Lebensschützer John Salvi, der 1994 in zwei Abtreibungskliniken um sich schoss, weil er an eine freimaurerische Verschwörung gegen die katholische Kirche glaubte, und auf den Bombenanschlag von Oklahoma City, bei dem 1995 168 Menschen ums Leben kamen. 2015 ging der Höhepunkt der Pegida-Demonstrationen, wo die rechtspopulistische Verschwörungstheorie über eine „Lügenpresse“ popularisiert wurde, mit einem signifikanten Anstieg der Gewalt gegen Journalisten in Deutschland einher. 2016 motivierte die Pizzagate-Verschwörungstheorie, nach der führende Politiker der Demokratischen Partei an einem Kinderpornoring beteiligt wären, einen 28-jährigen zu einem bewaffneten Angriff auf die Pizzeria, in der die Kinder angeblich gefangen gehalten würden. Der Schütze beim Kongress-Baseball-Attentat von 2017 glaubte, Trumps Wahlsieg sei auf russische Manipulationen zurückzuführen. Im August 2021 ermordete ein Amerikaner seine beiden Kinder, weil er wähnte, seine Frau hätte Schlangen-DNA an sie weitergegeben. Er bekannte sich zu den Verschwörungstheorien über Reptiloide, über QAnon und die Illuminaten.
Tatsächlich liegt Gewaltausübung in der logischen Konsequenz von Verschwörungsideologien: Wenn die Bedrohung durch die als übermächtig vorgestellten Verschwörer so groß ist und wenn es aufgrund der ideologischen Selbstabdichtung keinerlei Mittel gibt, diese Phantasievorstellung zu widerlegen, dann muss – in dieser Vorstellungswelt – buchstäblich jedes Mittel recht sein, sich ihrer zu erwehren. Die Dämonisierung der Gegner, die Verschwörungstheorien mit sich bringen, legitimiert Gewalt ebenso wie der in mehreren gewaltbereiten Gruppen verbreitete Eindruck, die Außenwelt habe sich verschworen, sie zu vernichten. Dies lässt sich etwa für Jim Jones’ Peoples Temple nachweisen, der 1978 das Jonestown-Massaker anrichtete, und für Ōmu Shinrikyō, eine japanische neureligiöse Gruppierung, die 1995 einen verheerenden Giftgasanschlag in der Tokioter U-Bahn verübte. Anders Behring Breivik, der Täter der Anschläge in Norwegen 2011, war fest von einer muslimischen Verschwörung überzeugt, die das Ziel habe, Europa zu übernehmen. Um dies zu verhindern, sei es notwendig gewesen, die nächste Generation der norwegischen Arbeiterpartei auszulöschen.
Der Psychoanalytiker Charles B. Strozier sieht im Zentrum der (auch klinischen) paranoiden Mentalität die Figur des „apokalyptischen Anderen“, der als die Ursache des eigenen Leidens imaginiert werde. Alle Paranoiker sähen sich selbst als Opfer, die insofern berechtigt wären, gegen diesen „Anderen“ mit Gewalt vorzugehen. Diese Gewalt bleibe oft Gegenstand von Phantasien, bis hin zur Imagination totaler Erlösung durch einen Atomkrieg, könne aber auch immer situativ aktualisiert werden.
Die Mitte-Studien der Friedrich-Ebert-Stiftung zeigten 2019 einen signifikanten Zusammenhang zwischen einer „Verschwörungsmentalität“ und Gewaltbereitschaft: 23,9 % derer, die an Verschwörungstheorien glauben, sind demnach gewaltbereit, weitere 11,4 % billigen Gewalt. Auch eine enge Korrelation zu gruppenbezogener Menschenfeindlichkeit, die sich in Fremdenfeindlichkeit, Antisemitismus, Rassismus oder Islamfeindlichkeit äußern kann, lässt sich empirisch belegen. Die britischen Sozialwissenschaftler Jamie Bartlett und Carl Miller zeigen in einer Studie des Thinktanks Demos auf, dass Verschwörungstheorien in verschiedenen extremistischen Gruppen, ob nun links, rechts, religiös oder andere, die Rolle eines „radicalizing multiplier“ spielen, eines radikalisierenden Multiplikators, der die Gruppenidentität durch strenge Abschottung nach außen erhöht, jegliche Kritik delegitimiert und dazu beiträgt, die Schwelle zur Gewalttätigkeit zu überschreiten. Gleichzeitig weisen sie aber auch darauf hin, dass der Glaube an Verschwörungstheorien keine notwendige Bedingung für extremistische Gewalt ist: So gibt es gewalttätige Gruppen, in denen Verschwörungstheorien keine Rolle spielen, wie z. B. die Irisch-Republikanische Armee mit ihren diversen Abspaltungen, und es gibt Gruppen, die sich um eine Verschwörungstheorie sammeln, ohne dabei gewalttätig zu sein, wie das 9/11 Truth Movement oder die Anhänger David Ickes.

## Gegenmaßnahmen
Verschwörungstheorien gelten heute als pathologisch, intellektuell unzureichend oder lügenhaft. Bundespräsident Frank-Walter Steinmeier rückte sie 2019 anlässlich einer Ausstellungseröffnung in einen Zusammenhang mit Fake News und erklärte, wer ernsthaft glaube, „dass dunkle Mächte hinter politischen Entscheidungen stehen, […] der kann kein Vertrauen in die Demokratie und ihre Institutionen haben“. Insofern sei der Kampf gegen Verschwörungstheorie „eine der großen Herausforderungen der liberalen Demokratie“. Die Präsidentin des Bayerischen Landtags Ilse Aigner schrieb 2021: „Verschwörungstheorien sind […] eine Gefahr für unsere Demokratie“.
Aus diesem Grund werden verschiedene Handlungsstrategien vorgeschlagen, wie man Verschwörungstheorien begegnen kann. Der amerikanische Rechtswissenschaftler Cass Sunstein empfiehlt, die Regierung solle die Verbreitung aktiv bekämpfen, indem man Regierungsmitarbeiter beauftrage, Chaträume zu betreten, sozialen Netzwerken und realen Gruppen beizutreten, um dort Zweifel an den faktischen Prämissen der Verschwörungstheorien, ihrer kausalen Logik oder ihren Implikationen für politisches Handeln zu verbreiten. Akteure im Bereich der politischen Bildung bieten diverses Material an, mit dem man auf die Gefahren von Verschwörungstheorien aufmerksam machen und verstärkt Medienkompetenz vermitteln kann. Anfang April 2023 ging das von der Hessischen Landesregierung finanziell unterstützte Internet-Portal derfabulant.de als zentraler Baustein des im Mai 2022 eingerichteten Hessischen Präventionsnetzwerks gegen Verschwörungserzählungen und Desinformation online.
Pia Lamberty und Katharina Nocun stellen ein Fünf-Phasen-Modell des prosozialen Verhaltens im Umgang mit Verschwörungstheorien vor: „Wahrnehmung der Situation“, „Interpretation der Situation“, „Verantwortungsübernahme“, „Einschätzung der eigenen Fähigkeiten“, „Handeln“. Allerdings gebe es kein Patentrezept zum Umgang mit Menschen, die an Verschwörungen glauben, doch allgemein empfehlen sie eine möglichst frühe Intervention, gegebenenfalls auch unter Hinzuziehung professioneller Hilfe. In einer Handreichung der Amadeu Antonio Stiftung empfehlen Melanie Hermann und Jan Rathje unter anderem, die Verschwörungsgläubigen nicht auszugrenzen, menschenfeindliche Inhalte, die sie vertreten, aber offenzulegen. Im Einzelnen diskutieren sie die Möglichkeiten der Satire (Stichwort: Aluhut), die aber als ausgrenzend oder als Bestätigung verschwörungstheoretischer Inhalte wahrgenommen werden können, und des „debunking“, also einer sachlichen und logischen Widerlegung von Verschwörungstheorien, was aber Detailkenntnisse voraussetze und die Gefahr enthalte, Verschwörungserzählungen weiterzuverbreiten, indem man sie nacherzählt. Drittens könnten sich Verschwörungstheorien auch als wahr erweisen. Hermann und Rathje raten dazu, Grenzen des Sagbaren zu ziehen, den Verschwörungstheoretikern keine Plattform zu bieten und sie durch Nachfragen zum Nachdenken zu bewegen: „Also mal angenommen, es käme heraus, dass die BRD wirklich eine GmbH ist. Was hätte das überhaupt für Folgen?!“ Dies lege die psychologischen Funktionen offen, die der Verschwörungsglaube für den Betreffenden habe, und sei bei Menschen erfolgversprechend, bei denen er noch nicht verfestigt sei. Die deutsche Politologin Saba-Nur Cheema setzt auf eine „nicht-entlarvende Pädagogik“: Statt verschwörungstheoretische Aussagen nur zu widerlegen oder als verrückt bzw. absurd hinzustellen, solle man die betroffene Person auf der Beziehungsebene ansprechen und nach ihren Informationsquellen und den Gründen fragen, aus denen sie an Verschwörungstheorien glaubt, und gleichzeitig „klare Kante gegen jeden Antipluralismus“ zeigen. Ähnlich empfehlen die Psychoanalytiker Müller und Loetz als Intervention gegen Verschwörungstheorien, weniger den Wahrheitsgehalt der Verschwörungstheorien zu diskutieren, sondern den Erfahrungen der Betroffenen auf die Spur zu kommen, deretwegen sie diese kruden Überzeugungen pflegen.
Stefan Heep schwebt als Gegenmittel gegen Verschwörungstheorien ein reflektierender Glaube vor, der zu einer Selbsttranszendenz führe: Der Mensch akzeptiere seine Angewiesenheit auf andere Menschen und finde in diesen seinen eigentlichen Sinn: „Also nicht Ich-Entgrenzung und Entindividualisierung im Massen-Ich und Ausgrenzung von ‚Andersartigen‘, sondern Ergänzung der Individuen und echte Gemeinschaft gleichwertiger Wesen“. Ein solcher Glaube fördere ein gesundes und zufriedenes Leben und die Resilienz gegenüber Krisen und dadurch auch gegenüber Verschwörungsglauben.
Donatella Di Cesare dagegen warnt vor einem „wohlfeilen Anti-Komplottismus“, der durch debunking kontraproduktiv sei, da die Widerlegung von den Verschwörungsgläubigen nur als weiterer Beweis für ihre Skepsis und ihr Ressentiment gewertet würde. Stattdessen gelte es, diesen Verdacht ernst zu nehmen (sie bewertet die „Hermeneutik des Verdachts“ explizit positiv) und dezidiert politisch zu reflektieren, um ihn aus dem „totalisierenden Erklärungsschema“ des Komplottismus zu lösen.
Im Rahmen des deutschen Bundesprogramms „Demokratie leben!“ entwickelte ein Trägerverbund – bestehend aus der Violence Prevention Network gGmbH, der Amadeu Antonio Stiftung und dem Zentrum für angewandte Deradikalisierungsforschung gGmbH („modus | zad“) – Ansätze zur Vernetzung im Feld von von Prävention und Beratung zu Verschwörungsdenken und Verschwörungserzählungen. Das BMI und das BMFSFJ lancierten auf dieser Basis am 27. Februar 2025 gemeinsam die bundesweite Anlaufstelle „Beratungskompass Verschwörungsdenken“.

## Verschwörungstheorien in der Literatur
Verschwörungstheorien, auch wenn sie ernst gemeint sind, werden oft wegen ihres Unterhaltungswerts rezipiert. Neue Verbindungen zu entdecken oder sie ironisch selbst zu konstruieren, historischen Ereignissen einen anderen Sinn zu unterlegen und eine spannende Narration zu entfalten, wird als großes Vergnügen empfunden. Sowohl in der gehobenen als auch in der Unterhaltungsliteratur spielen Verschwörungsnarrative daher eine Rolle. Seit Längerem werden Verschwörungstheorien vor allem in der amerikanischen Literatur thematisiert. Hier lassen sich drei Aspekte ausmachen, die sie für Autor und Leserschaft interessant machen: Spannung, Satire und Postmoderne; bei vielen Büchern kommen mehrere dieser Aspekte zum Tragen:
Verschwörungstheorien werden genutzt, um Spannung zu erzeugen: Der Held dringt mit dem Leser immer tiefer in die Geheimnisse einer ungeheuerlichen Konspiration ein, gerät eben dadurch mehrfach in größte Gefahr und entkommt den finsteren Geheimbündlern nur knapp, wenn überhaupt. Dieser Dramaturgie gehorchen z. B. die Romane von Dan Brown. Ein weiteres Beispiel ist der Roman Welt in Angst von Michael Crichton, in dem die Angst vor einer Verschwörung von Umweltschützern ein Motiv der Handlung ist. Sebastian Fitzek entwirft in seinem Verschwörungsroman Noah 2013 ein Szenario, in dem eine kleine Gruppe von reichen Öko-Aktivisten entschlossen ist, mit einer Radikalkur die Erde und damit die Menschheit zu retten. Da werden die Bilderberg-Konferenz und ein aus dieser angeblich abgespaltetes Room-17-Komitee angeführt. Es werden die Merkwürdigkeiten der Welt bemüht und eine konzertierte Aktion der Milliardäre dieser Welt soll all das über Jahrzehnte geplant und herbeigeführt haben. Durch dem Flugzeugbenzin zugesetzte Stoffe soll die Menschheit verseucht worden sein. Medienkampagnen werden inszeniert, um die Welt auf die große Seuche, die da kommen mag, vorzubereiten, und es werden Medikamente entwickelt, die am Ende genau das Gegenteil von dem bewirken sollen, wozu sie angeblich nutzen.
Satirisch werden Verschwörungstheorien zum Beispiel in William S. Burroughs’ berühmter Kurzgeschichte 23 Skiddoo behandelt, die in schnoddrigem Insider-Jargon schildert, wie einem obskuren Geheimdienst seine telepathisch kontrollierten Mörder aus dem Ruder laufen. Auch die Romantrilogie Illuminatus! von Robert Anton Wilson und Robert Shea benutzt vielfach satirische Momente, etwa wenn gleich zu Beginn des ersten Bandes das Denken in Verschwörungstheorien als Ideologie entlarvt wird mit dem das Kommunistische Manifest parodierenden Motto: „Die Geschichte der Welt ist die Geschichte der Kriege zwischen Geheimbünden.“
In der postmodernen Literatur tritt das Motiv der Verschwörungstheorie besonders häufig auf. Hier dient es dazu, zu belegen, dass alles, was gemeinhin für Wirklichkeit gehalten wird, letztlich eine Konstruktion und bloße Vereinbarung ist: So offenkundig konstruiert wie eine Verschwörungstheorie ist demnach überhaupt jede Vorstellung der Realität. Dies wird in Illuminatus! mit dem von Timothy Leary entlehnten Begriff des „Realitätstunnels“ sogar explizit erklärt: Aus der gegen unendlich laufenden Zahl der möglichen Interpretationen der Welt einigt sich eine Gesellschaft auf eine, die dann als verbindlich indoktriniert wird. Erleuchtung erfahren die Protagonisten der Romantrilogie durch einen so genannten Mindfuck, der ihren Realitätstunnel zerstört und sie so in Stand setzt, einen eigenen zu konstruieren. Weniger optimistisch zeigt sich Umberto Eco in seinem Roman Das Foucaultsche Pendel, in dem er beschreibt, wie neugierige Wissenschaftler selber eine Verschwörungstheorie spinnen, die eben dadurch Realität gewinnt und einen von ihnen auf schaurige Weise das Leben kostet – er stirbt, gehenkt am titelgebenden Foucaultschen Pendel. Grundsätzlich sogar geht es in Ecos Roman Der Friedhof in Prag um die Entstehung und Verbreitung von Verschwörungstheorien und die Wirksamkeit des lediglich Behaupteten vor dem Hintergrund der Leichtgläubigkeit der Menschen im 19. Jahrhundert. Sein Protagonist Simon Simonini entwickelt als geheimer Drahtzieher – gestützt auf Vorurteile und ungeprüfte Übernahme von Gerüchten, die von den meist historischen Personen des Romans stammen – die Protokolle der Weisen von Zion, wobei deren phantastische und verleumderische Quellen deutlich werden.
In den frühen Romanen von Thomas Pynchon wie V. oder The Crying of Lot 49 werden Verschwörungstheorien zugleich ironisiert und als Chiffre für die untergründigen Zusammenhänge der Welt gesetzt. Pynchon nimmt hier jedoch – weit vom postmodernen Pop-Eklektizismus Wilsons entfernt – die Tradition der literarischen Moderne auf; die Unverständlichkeit der Bedrohung in The Crying of Lot 49 erinnert an Kafkas Albtraumwelten, und auch die „mythologische Ordnungsmethode“ aus Joyce’ Ulysses wird reflektiert, bei der die Mythologie zu einer zweiten, die bunte Oberfläche gliedernden Wirklichkeitsebene wird. In The Crying of Lot 49 stößt die Protagonistin Oedipa Maas auf immer mehr Indizien für die Existenz einer geheimnisvollen Post-Verschwörung, bis sie schließlich vor der Alternative steht, sich entweder außerhalb dessen zu stellen, was die anderen Menschen für Realität halten, oder innerhalb des gesellschaftlichen Konsenses zu bleiben, was aber bedeutet, dass sie ihrer eigenen Wahrnehmung nicht mehr trauen kann – sie müsste sich dann selbst für verrückt erklären. Eine positivere Darstellung erfahren die Verschwörungstheorien in Pynchons Roman Die Enden der Parabel: Hier dienen sie, ähnlich wie bei Wilson, als selbstkonstruierte Fluchtmöglichkeiten, als Wege aus dem gigantischen Todes-, Indoktrinations- und Verwertungszusammenhang der geschilderten Welt. Negativ werden Verschwörungstheorien dagegen im Werk Don DeLillos gesehen: In dem Roman Sieben Sekunden, in dessen Mittelpunkt der Kennedy-Attentäter Lee Harvey Oswald steht, wird geschildert, wie er von CIA-Agenten dahingehend manipuliert wird, sich selbst für einen Mord verantwortlich zu zeigen, den er nicht begangen hat: Verschwörungstheorie wird hier zur Metapher der Fremdbestimmung und Manipulation des Menschen. Zugleich knüpft DeLillos Version der Ereignisse selbst an eine bekannte Verschwörungstheorie an.

## Rundfunk und Fernsehen
- Achtung Verschwörung! Yves Bossart im Gespräch mit Eva Horn (Kulturwissenschaftlerin, Wien) und Dieter Sträuli (Psychologe, Leiter der Fachstelle InfoSekta, Zürich) über Verschwörungstheorien, Sendung vom 25. Juni 2017 aus der Reihe Sternstunde Philosophie des SRF
- Ursachen und Motive zu Verschwörungstheorien: Richard David Precht im Gespräch mit Harald Lesch: Verschwörungstheorien – Erfundene Wahrheiten?, ZDF vom 9. April 2018
- Verschwörungstheorien – Wer glaubt denn sowas? Bayerischer Rundfunk, 11. September 2019
- Stefan Fries: Warum es nicht „Verschwörungstheorie“ heißen sollte. Deutschlandfunk, 11. Mai 2020 (Audio-Version).
- Lüge und Wahrheit – Die Macht der Information (Teil 5/ von 6) Verschwörungstheorien. TV-Dokumentation in HD von John Kautara, Thomas Langelage und Lewis Cohen. ZDF/ ZDFinfo 2022.
- Jerzy Sobotta: Philosophie auf Abwegen – Eine kleine Geschichte der Verschwörung. In: Podcast Radiowissen. Bayern 2, 11. Mai 2022.

## Ausstellung
Von Mai 2019 bis März 2020 fand unter der Schirmherrschaft von Bundespräsident Frank-Walter Steinmeier im Kloster Dalheim (Kreis Paderborn) die Ausstellung Verschwörungstheorien – früher und heute mit Exponaten aus neun Jahrhunderten statt.